# はやぶさ (探査機)
はやぶさ（第20号科学衛星MUSES-C）は、日本の宇宙科学研究所（ISAS）が打ち上げた小惑星探査機。
2003年5月9日13時29分25秒（日本標準時、以下同様）に鹿児島県 肝属郡肝付町（旧内之浦町）に ある内之浦宇宙空間観測所において打ち上げられた、ひてん、はるかに続くMUSESシリーズ3番目の工学実験機である。開発・製造はNEC東芝スペースシステムが担当した。
イオンエンジンの実証試験を行いながら2005年夏にアポロ群の小惑星（25143）イトカワへ到達し、その表面を詳しく観測してサンプル採集を試みた後、2010年6月13日22時51分、60億 kmの旅を終え地球に帰還し、大気圏に再突入した。地球重力圏外にある天体固体表面に着陸してのサンプルリターンに、世界で初めて成功した。

## 概要
はやぶさは2003年5月に内之浦宇宙空間観測所よりM-Vロケット5号機で打上げられ、太陽周回軌道（他惑星同様に太陽を公転する軌道）へ投入された。その後、搭載する電気推進（イオンエンジン）で加速し、2004年5月にイオンエンジンを併用した地球スイングバイを行って、2005年9月には小惑星「イトカワ」とランデブーした。約5か月の小惑星付近滞在中、カメラやレーダーなどによる科学観測を行った。次に探査機本体が自律制御により降下・接地して、小惑星表面の試験片を採集することになっていた。その後、地球への帰還軌道に乗り、2007年夏に試料カプセルの大気圏再突入操作を行ってパラシュートで降下させる計画であったが、降下・接地時の問題に起因する不具合から2005年12月に重大なトラブル が生じたことにより、帰還は2010年へ延期された。
2010年6月13日、サンプル容器が収められていたカプセルは、はやぶさより分離されて、パラシュートによって南オーストラリアのウーメラ砂漠に着陸し、翌14日16時8分に回収された。はやぶさ本体は大気中で燃えて失われた。
カプセルは18日に日本へ到着し、内容物調査が進められ、11月16日にカプセル内より回収された岩石質微粒子の大半がイトカワのものであると判断したと発表された。
小惑星からのサンプルリターン計画は国際的にも例がなかった。この計画は主に工学試験のためのミッションであり、各段階ごとに次のような実験成果が認められるものである。
1. イオンエンジンによる推進実験
2. イオンエンジン長期連続稼動実験
3. イオンエンジンを併用しての地球スイングバイによる加速操作
4. 光学情報を用いた自律的な接近飛行制御と誘導
5. 小惑星の科学観測
6. 微小重力下の小惑星への着陸、および離脱
7. 小惑星サンプルの採取
8. サンプル収納カプセルの惑星間軌道より直接大気圏再突入・回収
9. 地表で小惑星サンプル入手

はやぶさ地球帰還とカプセル大気圏再突入、カプセル一般公開、その後の採取物解析などは日本を中心に社会的な関心を集めた。はやぶさがミッションを終えてからもブームは暫く続いた。
イトカワ探査終了後、JAXAでは「はやぶさ2」をミッションとして立案していたが、2011年5月12日、JAXAは「はやぶさ2」を2014年に打上げる予定であると発表した。
2013年1月30日に、JAXAがこれまでに蓄積した膨大なデータを広く一般公開するための実験の1つとして、はやぶさのAPIが構築された。このAPIは多摩美術大学・東京工科大学に公開され、同大学学生がはやぶさのAPIを使用したアプリケーション開発を行う。

## 名前の由来
ISASでは探査機の名前は、関係者同士の協議によって命名されて来た。MUSES-Cの場合、「はやぶさ」の他にも「ATOM」（Asteroid Take-Out Mission、アトム）という有力候補が存在した。
この名は的川泰宣を中心に組織票が投じられていた案であった。一方「はやぶさ」は上杉邦憲と川口淳一郎によって提案され、小惑星サンプル採取が1秒ほどの着地と離陸間に行われる様子をハヤブサが獲物を狩る様子に見立てた案であった。他にも「はやぶさ」の名には、かつて東京から西鹿児島を走った『特急はやぶさ』や、鹿児島県の地名でもある『隼人』の面もあった。協議の際に的川は「最近の科学衛星は『はるか』とか大人しい感じの名前や、3文字の名前が多いので、濁点も入った勇壮な『はやぶさ』もいいね」と語り、また「ATOM」は語意の原子から原子爆弾が連想されるとして却下され、結局「はやぶさ」が採用された。
小惑星の名前が「イトカワ」であることから「戦闘機と宇宙機の両方分野で著名な糸川英夫氏に縁の深い、戦闘機『隼』に因んで命名された」と言われることもあったが、本探査機打上げ日に初めて「はやぶさ」という正式名称が発表され、それから3か月後にその目標である小惑星1998 SF36が「イトカワ」と命名されたので、誤解であると川口は説明している。
後続はやぶさ2と対比して「初代はやぶさ」「（はやぶさ）初号機」 といったレトロニムで呼ばれる場合もある。

## ミッション背景

### 計画承認までの経緯

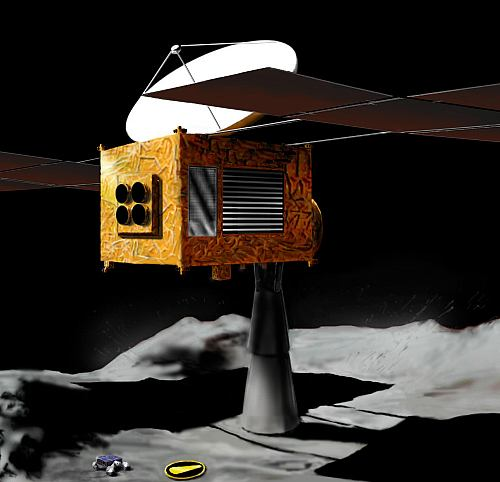
はやぶさコンセプトアート（NASA）。サンプラーホーンの形が完成形と大きく異なる。また左下にはキャンセルされたNASAのローバーが描かれている。

後に「はやぶさ」に至る小惑星サンプルリターン計画検討は、日本で初めて惑星間空間に到達することになった「さきがけ」の打ち上げが成功裏に行われ、「すいせい」打上げを控えた1985年6月、ISAS教授（当時）鶴田浩一郎が主催する「小惑星サンプルリターン小研究会」として始まった。その成果として翌1986年には1990年代を想定し、化学推進を用いてアモール群に分類される小惑星である「アンテロス」を対象とするサンプルリターン構想が纏まる。しかし、要求を満たす能力を有するロケットが存在しないなど、時期尚早であるとしてプロジェクトの提案は成されなかった。
M-Vロケット開発を受けて検討は再開され、1989年秋 - 翌1990年春にかけて行われた宇宙理学委員会において、M-V2号機プロジェクトとして提案された。だが、LUNAR-A計画に敗れ採用されなかった。その後はランデブーとホバリングによる超接近観測を目的とした工学衛星計画に方向性を改めて再検討が進められることとなった。1991年1月時点において、MUSES-C計画は光学観測による自律航行、3軸姿勢制御、ターゲットマーカーを用いた自律運用、X線分析装置・質量分析器搭載などが検討されており、1997年5月に2段式キックモーターを装備したM-Vで打上げられ、1998年6月にアンテロスに到達するという計画であった。その後も検討は進められ、1995年に小惑星サンプルリターン技術実験探査機として宇宙工学委員会で選定、1995年8月に宇宙開発委員会が承認し、正式にプロジェクトが開始された。
小惑星サンプルリターン計画と並行して、彗星サンプルリターン計画検討も行われていた。1987年のハワイにおけるISY会議の席上で、低価格な彗星サンプルリターン計画「SOCCER」の検討をジェット推進研究所（JPL）とISASとの合同で開始することが決定された。M-Vによる打上げや、マリナーMarkII計画の「CRAF」との連携を視野に入れたデルタロケット使用も検討され、1992年のディスカバリー計画ワークショップにおいて提案されるが、採用されなかった。その後、1994年にISASはMUSES-C計画に注力することを決定、SOCCER計画から外れる。その後、JPLによって検討を続けられたこの計画は、「スターダスト」としてディスカバリー計画に採用された。

### 目的地変更

小惑星イトカワ軌道（I:イトカワ、E:地球、M:火星、S:太陽）

1994年に本格化した計画当初、目的地の小惑星は（4660）ネレウスであった。しかしM-Vロケットで打ち上げ可能な探査機の能力から見て、ネレウスへ向かうことが難しいと判断され、第2候補である (10302) 1989 ML という小惑星に変更された。しかし2000年2月10日のM-Vロケット4号機打上げが失敗、2002年初頭に予定されていた打上げ計画が延期となって、1989 MLへ向かうことが出来なくなった。その結果、（25143）1998 SF36が3つ目の候補として浮上、目的地として決定することとなった。
はやぶさ命名3か月後の2003年8月、目的地の小惑星1998 SF36は、（探査対象となったことから）日本の宇宙開発の父、糸川英夫に因んで、「イトカワ」と命名された。糸川は中島飛行機出身であり、設計に参加した飛行機としては「戦闘機隼（）」が著名である が、先述の通りこれが小惑星の名前の由来となったわけではない。

## 構造
仕様
- 全高：1.5 m
- 全幅：1.5 m
- 全備質量：510 kg

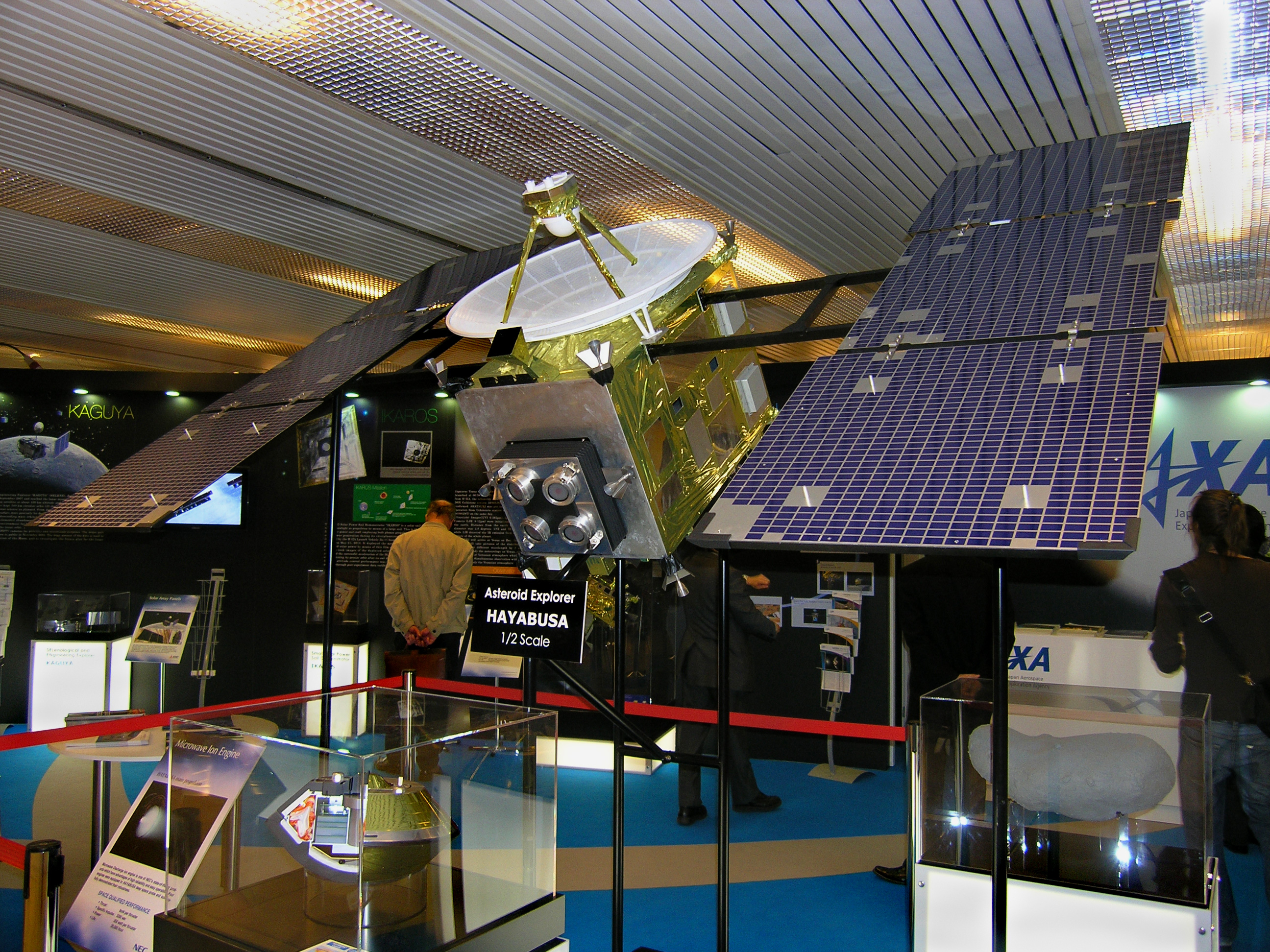
第61回国際宇宙会議で展示されたはやぶさ模型

- 電源：トリプルジャンクション太陽電池、リチウムイオン二次電池、リチウム一次電池（再突入カプセル関連機器のみ）

### バス系

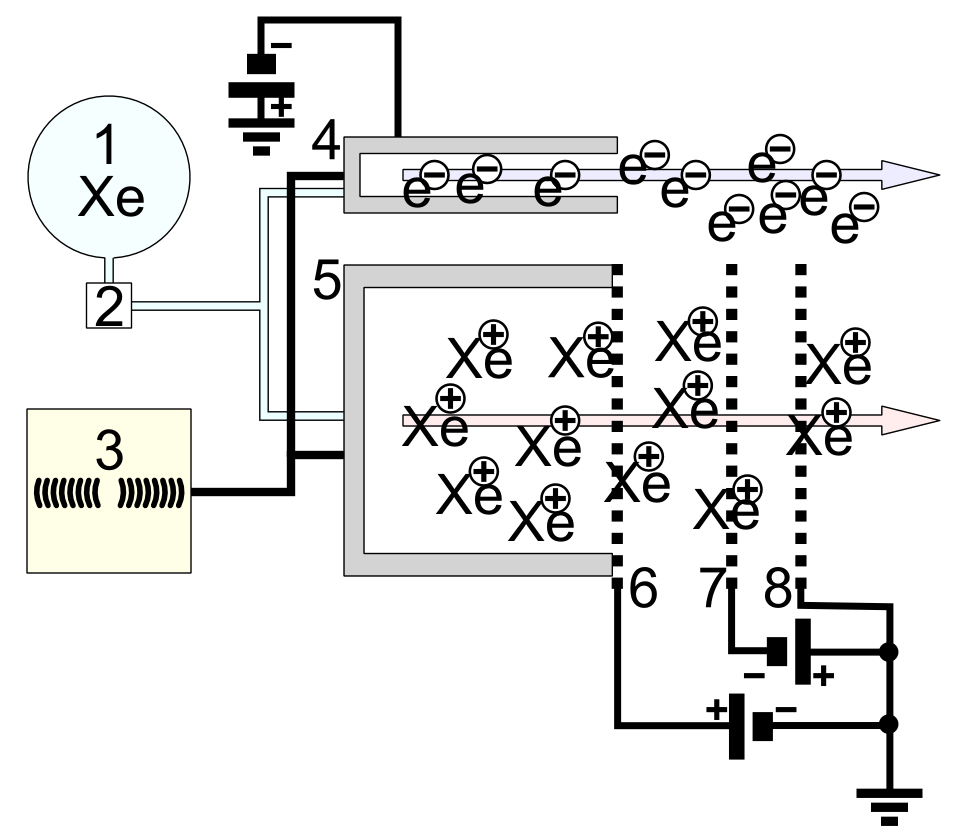
「はやぶさ」の推進システム"IES" の構成概略
1.キセノン・タンク 2.流量制御部 3.マイクロ波電源 4.中和器 5.イオンエンジン「μ10」 6.スクリーン 7.アクセル 8.ディセル

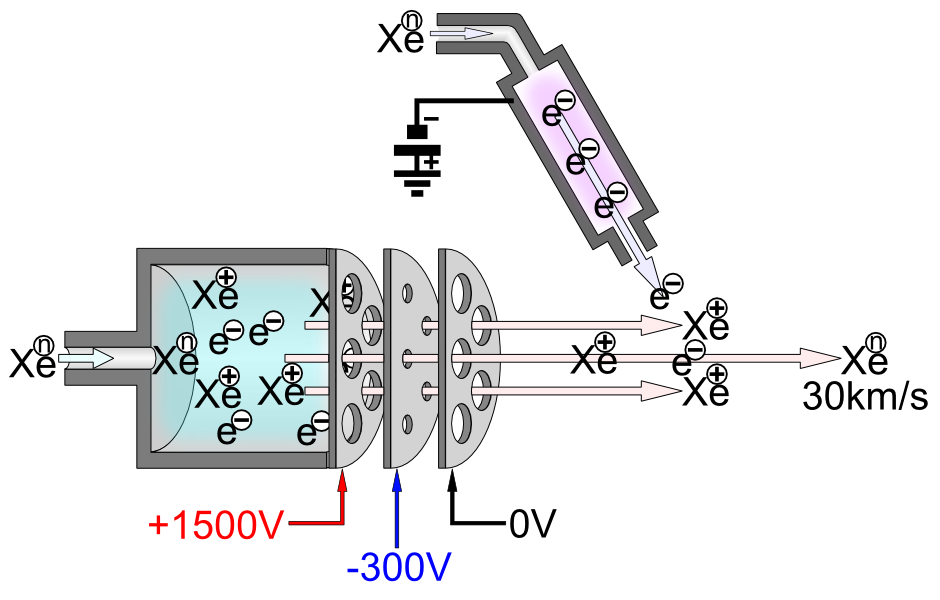
IES

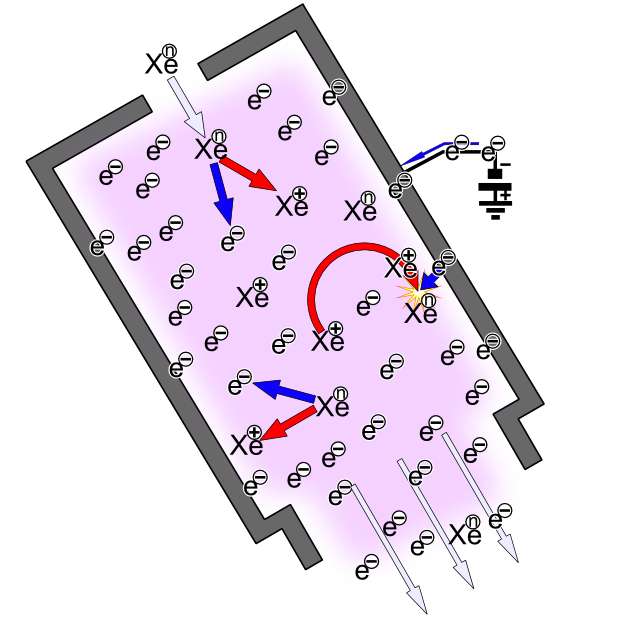
中和器内での反応概略
キセノン原子はマイクロ波加熱によってプラズマ化され、正電荷を有するキセノン・イオンと電子に電離する。キセノン・イオンのほとんどは壁面から電子を受取り、再度キセノン原子となって同じサイクルを繰返す。生み出された電子は開口部より外部へ流れ出る。
図ではマイクロ波による加熱の仕組みは省かれている。

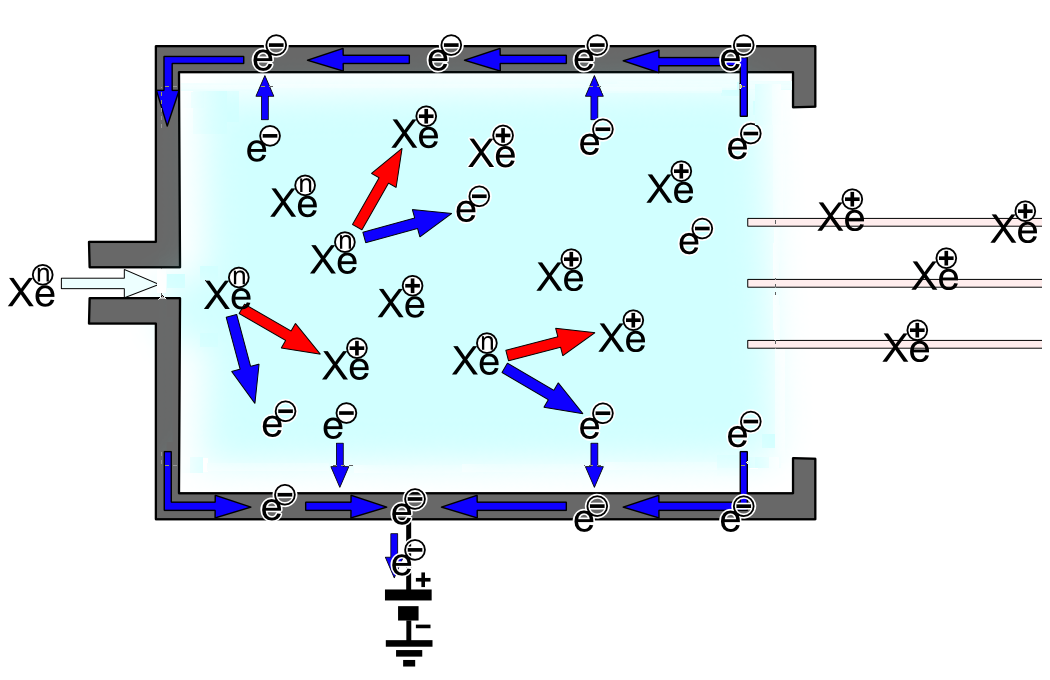
イオン生成チャンバー内での反応概略
キセノン原子はマイクロ波加熱によってプラズマ化され、正電荷を有するキセノン・イオンと電子に電離する。生み出されたキセノン・イオンはグリッドの穴を通って外部に流れ出るが、巧妙に配置された3層グリッドを通過する間に電位勾配によって30 km/秒程まで加速される。電子は正電荷壁面へ引寄せられ、やがて壁を通って直流電源部に戻って来た電子の流れは中和器へと送られる。
図ではマイクロ波による加熱の仕組みは省かれている。

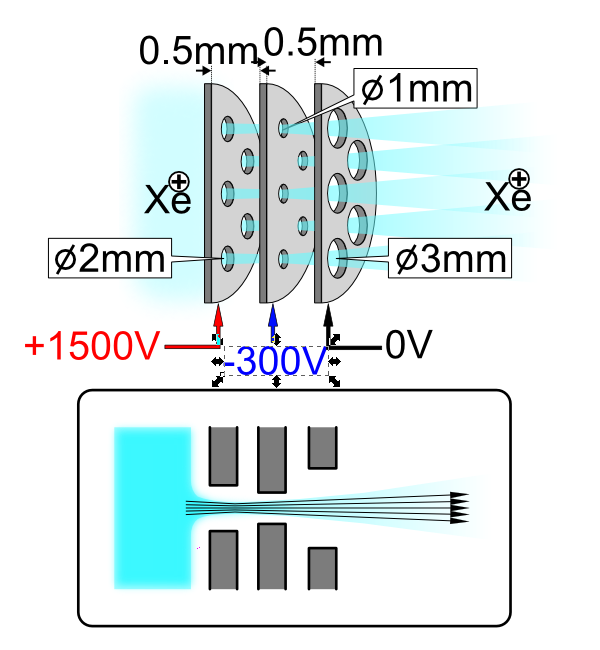
3枚のグリッド
スクリーン、アクセル、ディセル

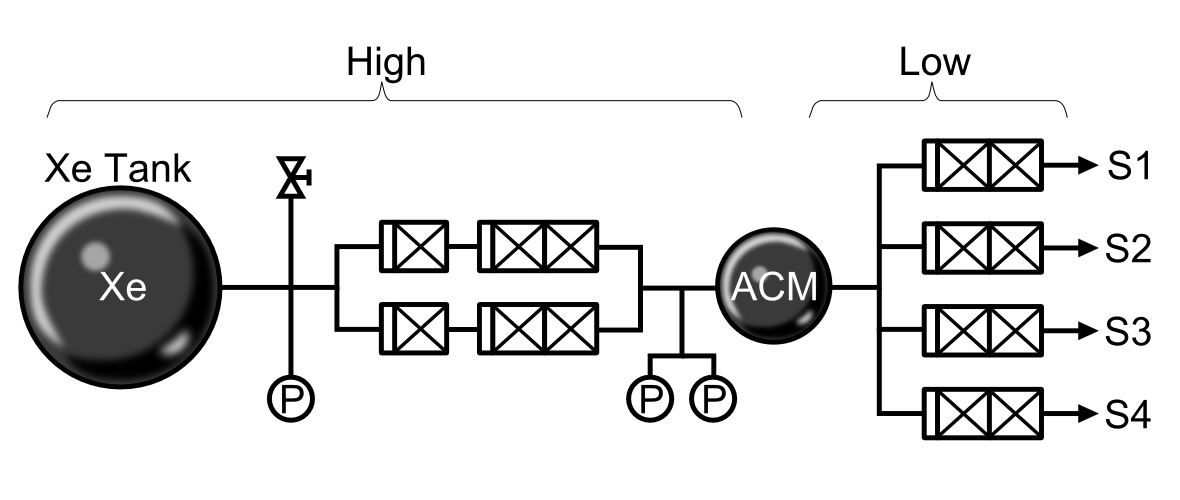
推進剤の配管系統

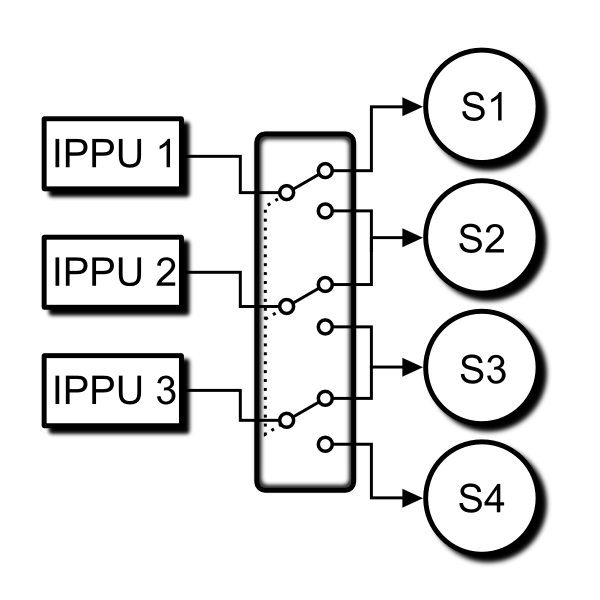
リレーボックス
3台の直流電源から4台のスラスタへ配電する。

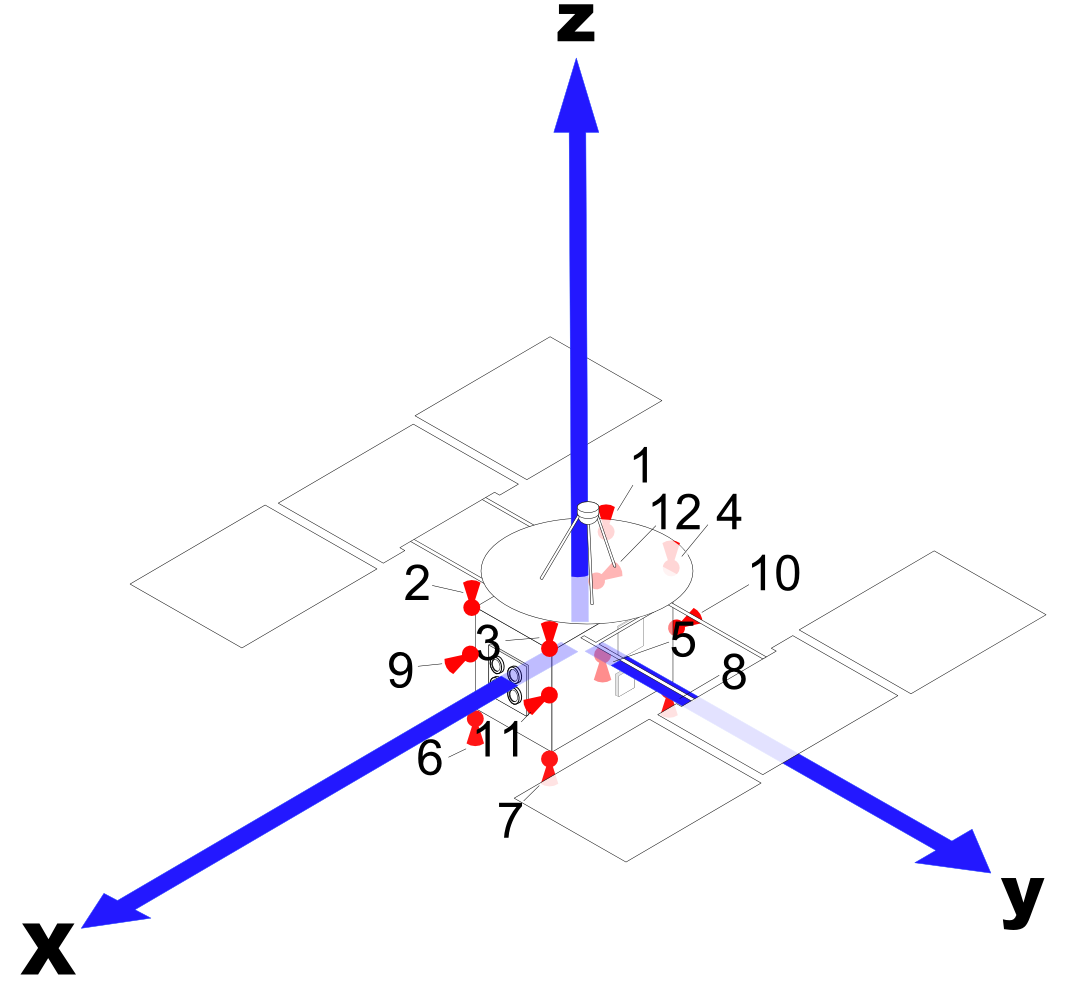
RCS
12基の姿勢制御スラスタの配置。
太陽電池パドルへの影響を避けて、±y面には付けられていなかった。

構体
構体は、内部に電子機器や推進剤タンクなどを収容し、宇宙空間での温度差からそれらを保護すると同時に、内外の機器類の固定用強度部材となる。
コンピュータ
主要なコンピュータとして、データ処理計算機（DHU）と姿勢軌道制御計算機（AOCP）がある。これらのリアルタイムオペレーティングシステム（RTOS）は、DHUにはμITRON、AOCPにはVxWorksを使用している。他に、イオンスラスタ制御装置（ITCU）などがある。
通信系
地球との通信を行うアンテナは3種各1基が備わっていた。これらのアンテナはデジタル送受信機と接続され、制御装置と地球の地上局との間を電波通信によって接続するのに用いられた。探査機の姿勢や電力状況によって3種のアンテナは切替えられ、いずれか1つが常に地球との通信を維持するようになっていた。
高利得アンテナ
最大のアンテナは1.6 mのパラボラ型高利得アンテナ（HGA）であり、イトカワ近辺まで近付いた超遠距離でも、画像伝送を含めた2 - 4 kbpsでのデジタル信号の通信を行えた。HGAはz+軸方向に向けて機体に固定されており、0.7度ほどの細いビーム波であるため、正確に地球と通信するためには高精度姿勢制御が要求された。
中利得アンテナ
中利得アンテナ（MGA）は、巡航中で通信量も少なく、むしろ太陽電池で発電した電力をイオンエンジンへ優先して配分する必要がある期間に用いられた。ある程度の正確さで地球方向へ向けられれば、最大256 bpsで通信が行えた。
低利得アンテナ
低利得アンテナ（LGA）は、HGA頂部に付けられており、機体本体や太陽電池方向、若干の電波干渉方向などを除けば、地球の位置に関わりなく全周方向への通信が行えたが、これは緊急用通信手段であり、8 bpsと極めて低速度通信であった。LGAを用いなければならないほど、逼迫した状況下での緊急通信用の通信手段として「1ビット通信」という通信機能が用意されていた。
電源系
太陽電池パネル
太陽電池パネルは本体を挟んで両側に3枚ずつ、計6枚が全体としては「H形」になるよう配置され、z+軸方向に向けて固定されている。太陽電池パネルの裏面は放熱板である。
電池
11セルのリチウムイオン充電池を搭載していた。
軌道制御系
「はやぶさ」には軌道制御を行うための主推進機としてマイクロ波放電式イオンエンジンμ10を中心とするイオン・エンジン・システム (IES) が搭載されていた。μ10はスラスタA - Dとして、計4台搭載され、他にも多数の装置と組み合わされて宇宙探査機の推進システムとして用いられた。また、姿勢制御にも用いられるRCSが軌道制御にも使用された。
IESエンジン4台は同一テーブル上に配置されていた。
以下に「はやぶさ」に搭載されたIES仕様を示す。
| スラスタ有効直径 | 105 mm × 4                                |
| 定格推力         | 8 mN × 4                                  |
| 消費電力         | 1050 W（350 W x 3）                       |
| 比推力           | 3200秒                                    |
| 推力方向制御     | 2軸ジンバル±5°                            |
| マイクロ波電源   | 進行波管（4.25 GHz x 4）                  |
| 加速用高圧電源   | 3台                                       |
| 搭載推進剤       | キセノン66 kg （但し、最大積載量は73 kg） |
| 推進剤タンク     | チタン合金製 容量51リットル               |
構成
IESの構成を示す。「はやぶさ」のIESは「μ10」イオンエンジンと呼ばれるスラスタを4台備え、それを駆動する直流電源を3台備えるので3基のエンジンまで同時に運用可能。
「μ10」それ自体はイオンの生成・加速部に過ぎず、燃料供給系や中和器、電源系などと共に用いられることで本来の性能が発揮出来る。以下に全体構成を重量と共に示す。
| 装置               | 重量    |
| ------------------ | ------- |
| スラスタ x 4       | 9.2 kg  |
| マイクロ波電源 x 4 | 9.2 kg  |
| 直流電源（3台）    | 6.3 kg  |
| 推進剤タンク       | 10.8 kg |
| 流量制御部         | 6.5 kg  |
| ジンバル機構       | 3.0 kg  |
| 機械計装           | 5.0 kg  |
| エンジン制御装置   | 3.5 kg  |
| 電気計装           | 5.7 kg  |
| 総計               | 59.2 kg |
本エンジンは燃料としてキセノンを用いており「イオン生成」・「静電加速」・「中和」という3段階を経て、キセノン・イオンが約30 km毎秒ほどの加速を受けて真空の空間のほぼ一定方向へ放射する仕組みになっている。この陽イオンの放出による反動が、1基当たり8ミリ・ニュートンの定格推力を生む。
イオン生成
イオン生成には電子サイクロトロン共鳴 (ECR) という現象を利用している。燃料タンクから流量制御部を経由してイオン生成チャンバー内に導入された希薄なキセノンガスは、マイクロ波による加熱でプラズマされ、電子とキセノン・イオンに電離する。チャンバー壁面が正電圧に印加されているため、負の電荷を持つ電子は生成と同時に壁面へ引き寄せられて比較的短時間に消滅する。反対に正の電荷を帯びたキセノン・イオン (Xe+) は、チャンバー壁面から軽く反発を受けゆるやかに蓄積して行く。4.25 GHzのマイクロ波と1500ガウスの永久磁石によって脈動する電子流が作られ、この高速電子がキセノン原子に次々に衝突することでイオン化を起こす。
静電加速
イオン生成チャンバーに溜まった希薄なキセノン・イオンのガスは、真空中に向けて唯一開口しているグリッドの穴から出て行こうとする。炭素繊維強化炭素複合材料製グリッドは「スクリーン」・「アクセル」・「ディセル」という3層より成るが、スクリーン・グリッドには+1500 V程度が印加され、アクセル・グリッドには-300 V程度が加わり、ディセル・グリッドは0 Vの電圧レベルとなっている。スクリーン、アクセル、ディセルという3枚のグリッドは0.5 mm間隔で並び、それぞれ3・1・2 mmほどの異なる大きさの900個近い穴が空けられており、互いの開口位置が正確に合わされている。正電荷を帯びたキセノン・イオンは、1枚目の+1500 V程度が印加されているスクリーン・グリッドを通過する過程で穴の縁から反発を受けて流出コースが細く絞られる。1枚目のスクリーン・グリッドを通過した直後に、2枚目の-300 V程度が印加されているアクセル・グリッドに向けて（1500 + 300 =）1800 Vの電位勾配の強い加速を受ける。この加速がIES推進力となる。3枚目の0 Vの電位が掛かっているディセル・グリッドは、低速なイオンがアクセル・グリッドに戻ることを阻止する働きをする。ディセル・グリッドはイオン・エンジンに必須というものではないが、μ10では長寿命化を求めて備えられている。チャンバー内には電離しなかったものや電離後に電子を吸収するなどしたキセノン原子が存在しており、中性電荷のこの原子はグリッドなどの制約を受けず自由に飛び出すが、全体量は比較的少なく、搭載燃料の無駄ではあるが許容されている。
中和
イオン生成を行いキセノン・イオンだけを宇宙空間へ放出すると正の電荷だけが失われ、そのままでは負の電荷が宇宙機に蓄積されて正の電荷を帯びたキセノン・イオン投射効率が落ち、やがては正イオンの放出そのものが行えなくなる。この蓄積される負の電荷を電子の放出という形で正負をバランスさせる働きをするのが中和器である。中和器には-30 Vほどの電圧が掛けられる。中和器内には、燃料タンクから流量制御部を経由して希薄なキセノンガスが導入される。イオン生成チャンバーと同様に、マイクロ波加熱によってキセノンガスはプラズマとなり、キセノン・イオンと電子へ電離される。イオン生成過程と異なるのは、中和器壁面が負電位であるため、電子は壁より反発を受けるがキセノン・イオンは引かれる。キセノン・イオンは壁に接すると電子を受取ってキセノン原子へ戻る。キセノン原子はマイクロ波加熱によって電離し、再度プラズマの一部となるので、キセノンは中和器内にある限り同じサイクルを繰返す。電子は壁より供給され続ける限りキセノンを仲立ちにいくらでも生成されるため、中和器内に充満した電子は唯一の開口部から真空空間へ向けて流れ出す。中和器より出た電子は3層のグリッドを通過してきたキセノン・イオンと結び付いてキセノン原子となる。イオン生成チャンバーと同様に、中和器内のキセノンガスやキセノン・イオンも真空中に漏れ出すが、その量は比較的少ないために、搭載燃料の無駄ではあるが許容されている。また、中和器で消費されるキセノンガスは、イオン生成チャンバーに比べると少量で済む。
流量制御部
流量制御部は、1基だけの推進剤タンクから圧力を減じながら4基のスラスタへ必要に応じて適正な圧力でキセノンを供給するために設けられている。推進剤タンク圧力は、当初は70気圧ほどもあり、運用によって消費されたが地球帰還時でも30気圧ほどあった圧力をスラスタが必要とする0.6気圧程度へ下げる働きを果たす。このようにキセノンガス流量と圧力を調整するために、高圧・低圧系のそれぞれにラッチング・バルブと非通電時は常に閉じているバルブの2種類を2組と4組に並列にした冗長構成バルブ群にされており、高圧 / 低圧の中間にアキュムレータ（ACM）と呼ぶ貯圧タンクを設けることで圧力調節を行っている。低圧側バルブを閉じた状態で高圧側バルブを開くと、推進剤タンクよりアキュムレータにキセノンガスが流入する。高圧側バルブを開けておく時間でアキュムレータ内に蓄えられるガス圧を調節する。適正な圧力になれば高圧側のバルブを閉じてから、4系統あるスラスタ側配管の適切な低圧側のバルブを開く。スラスタ側配管では各組ごとのイオン生成チャンバーと中和器が連接されており、片側だけを閉じたり開いたりは出来ない。
直流電源
直流電源（IPPU 1 - 3）は、太陽電池パネルやバッテリーからの電流供給を受けて、キセノン・イオンの加速や中和器の電子放出の原動力となる。このような直流電源は、これまでの宇宙機でも長年培われた通信機用高圧電源技術であるため信頼性が高く、予備などを含めて4基になったスラスタに対しても電源は3台で十分だと判断され、実際にもトラブルは生じていない。
リレーボックス
3台の直流電源からのイオンエンジン駆動用出力は、4基のエンジンに向けてリレーボックス (RLBX) によって給電が切替えられるようになっていた。
姿勢制御系
姿勢制御スラスタ
20 Nの推力を有する2液式軌道制御用も兼ねた姿勢制御スラスタ (RCS) が±z面の上下4つのそれぞれの角に計8基と±x面の左右に2基ずつの計4基で合計12基あり、軌道制御や姿勢制御に用いられた。RCSにはA系とB系の2系統配管がある。 加圧に不活性なガスを用いている推進剤のタンクは、無重力環境では単にタンクにパイプを繋いだだけでは、その時々の液体位置によって配管内に流れるものが液体であったりガスであったりして問題がある。燃料であるヒドラジンタンクと酸化剤四酸化二窒素タンクのうち、燃料タンクはゴムなどの袋に充填され周囲から加圧ガスで押すようになっている。酸化剤は腐食性が強いので高分子化合物は用いられず、はやぶさでは金属製ベローズをタンクに収めることで腐食されずに加圧ガスで押すようになっていた。ノズル基部の噴射器から当初は最短で30ミリ秒の、運用中に改良して最短10ミリ秒のパルス状の噴射、もしくはそれ以上の必要な長さの噴射を行なえた。噴射された2つの推進剤は直ちに化学反応を起こして燃焼し、そのガスがノズルを広がりながら一方へ飛び出す反動が推力となるものであり、スケール違いや加圧ポンプなどがない他は、大型2液による液体燃料式ロケットと同じ仕組みであった。
リアクションホイール
ゼロモーメンタム方式による3軸姿勢制御を行う本機では、姿勢制御装置として3軸3基のリアクションホイール（RW）を搭載していた。電力を使用することで角運動量を調節できるリアクションホイールは、RCSのように推進剤を消費しないので長期間の宇宙活動には適するが、機体モーメントをホイール内に蓄積し続けると月単位では回転数が上限値を迎え「飽和」してしまうため、RCSのような何らかの方法で時折、機体外に無用な回転運動量を放つ「アンローディング」作業が必要になる。なお、ホイール部分に固体ロケットの衝撃から守るため、アルミがまかれており、これと本体を接着する接着剤が熱により剥がれ回転部に巻き込んだことによって、機能を停止した。

### 探査機器
宇宙機でのミッション系に相当する探査機器類は、受動的なセンサ系と能動的なサンプル採取関係のものに大きく分けられる。センサ系は小惑星への接近時に用いられる純然たるミッション誘導用と、ミッション内容によらず宇宙空間内での位置や方向などを知るための航法用のものがあり、双方を兼ねるものもある。
センサ系
外部状況を知るためのセンサには、スタートラッカ（STT）やジャイロ、それに光学航法カメラ（ONC）系統などの航法用センサ類と、探査ミッションに関わる対象物の科学的データを得るためのセンサ類が搭載された。また、機体内部温度や電圧、電流といったセンサもそれぞれの搭載機器に多数が配置され制御系へ測定データを提供していた。
航法用センサ
センサ
太陽位置を検出することで自機方向を知る、航法用センサとしては最も基本的なものである。
スタートラッカ
スタートラッカ（STT）は、比較的明るい星の位置を検出することで自機方向を知る航法用センサである。地球を周回するような近距離では、センサだけ搭載しておいて星図データとの照合は地上にデータ送信することで対応する方法が主体であるが、はやぶさでは星図データを搭載して自ら照合する自立星同定機能を備えていた。本機の実体は30×40度程度の視野角を有するカメラであった。
光ファイバ・ジャイロ
慣性基準装置（IRU）とも呼ばれる光ファイバ・ジャイロは3軸ごとに機体の回転運動を測定する。IRUは実績がある米国製700 gほどの製品が採用され2台（各3軸計測）が搭載された。
加速度センサ（ACM）
加速度センサは機体の直線加速度を測定する。3軸方向が必要となる。理論上は直線加速度を積算することで宇宙空間内での移動距離が判るはずであるが、微小な加速度の測定は誤差が大きく、ACMだけでは正確な航法・誘導は行えない。
光学航法カメラ（ONC）
3台ある光学航法カメラ（Optical Navigation Camera）は航法用センサであると同時に、科学観測に用いられる探査ミッション用センサでもある。3台のCCDは同種のものが採用され、画像処理回路も1つだけが共通に備え、撮影対象に応じて、底面方向（-z軸）のONC-T（望遠）/ONC-W1（広角）と側面方向 (y軸) のONC-W2（ワイド） という3つのカメラが切替えて用いられた。
| 機器                                | レンズ                           | 視野角                           | フィルター                       | 撮像素子                                              | 露光時間                         | 重量    |
| ----------------------------------- | -------------------------------- | -------------------------------- | -------------------------------- | ----------------------------------------------------- | -------------------------------- | ------- |
| 望遠光学航法カメラ’ONC-T）[注釈 32] | D=15 mm, f=120 mm F8             | 5.7°x 5.7°                       | 8バンド分光フィルター            | 背面照射型CCD 1,024x1,024画素 （有効画素1,000x1,024） | 5.46 ms - 179 s                  | 1.61 kg |
| 広角光学航法カメラ (ONC-W1)         | D=1.1 mm, f=10.4 mm F9.6         | 60°x 60°                         | なし                             | 背面照射型CCD 1,024x1,024画素 （有効画素1,000x1,024） | 5.46 ms - 179 s                  | 0.47 kg |
| 広角光学航法カメラ (ONC-W2)         | D=1.1 mm, f=10.4 mm F9.6         | 60°x 60°                         | なし                             | 背面照射型CCD 1,024x1,024画素 （有効画素1,000x1,024） | 5.46 ms - 179 s                  | 0.91 kg |
| アナログ処理回路 (ONC-AE)           | カメラヘッド駆動・12ビットAD変換 | カメラヘッド駆動・12ビットAD変換 | カメラヘッド駆動・12ビットAD変換 | カメラヘッド駆動・12ビットAD変換                      | カメラヘッド駆動・12ビットAD変換 | 1.01 kg |
| デジタル画像処理回路 (ONC-E)        | 32ビットRISC CPU+画像処理用ASIC  | 32ビットRISC CPU+画像処理用ASIC  | 32ビットRISC CPU+画像処理用ASIC  | 32ビットRISC CPU+画像処理用ASIC                       | 32ビットRISC CPU+画像処理用ASIC  | 5.66 kg |
探査ミッション用センサ
レーザー高度計（LIDAR）
レーザー測距機とも呼ばれるレーザー高度（LIght Detection And Ranging; LIDA）は、YAGレーザー光を用いた測距装置である。地表反射率を測定する科学機器としての運用も想定されていたため、計測距離は50 m - 50 kmと広範囲。また、着陸降下時の距離測定値を利用し、イトカワの重量と密度推定が行われた。
レーザーレンジファインダー（LRF）
レーザーレンジファインダー（Laser Range Finder）は、レーザー光を用いた測距装置であり、LRF-S1・LRF-S2の2台がある。
- LRF-S1：LIDARが比較的長距離を担当するのに対してLRF-S1は近距離を担当し、30度ほどの角度を持たせた4本のレーザー光を用いて対象面の傾きを測定する。70 m以下でLIDARと併用し、互いの誤差を確認しながらLRF-S1測定へ切替える。LIDARがレーザー単パルス波を用いて反射されて来るまでの伝播時間を計測するのに対して、LRFではFM変調した連続レーザー波を送信して反射波との位相差を計測する。
- LRF-S2：サンプラーホーンの長さを測る。着地時などにホーンが押されて縮むが、機体側からホーン先端部との距離を計測することで小惑星との接触を検知するようにした。S1/S1共通のデータ処理回路部 (0.91 kg）が別にあり、切替えて使用するためにS1とS2は同時に使用出来ない。

| 機器   | 測定目標               | 計測レンジ   | 誤差                             | 計測周期  | 重量    |
| ------ | ---------------------- | ------------ | -------------------------------- | --------- | ------- |
| LIDAR  | 機体高度               | 40 m - 60 km | ±1 m（50 m時） ±10 m（50 km時）  | 1回 / 秒  | 3.67 kg |
| LRF-S1 | 機体高度               | 7 – 100 m    | ±10 cm（10 m時） ±3 m（100 m時） | 5回 / 秒  | 1.45 kg |
| LRF-S2 | サンプラーホーンの長さ | 0.5 - 1.5 m  | ±1 cm                            | 20回 / 秒 | 0.41 kg |
ファンビームセンサ（FBS）
ファンビームセンサ（Fan Beam Sensor）は、レーザー光を用いた障害物検出器であり、送信機 / 受信機セットが探査機両側面に各2か所、合計4セットが配置されていた。イトカワへの着地（タッチダウン）では、探査機本体が未知の地形へ降下するため、起伏が予想以上に大きい場合に備えて、太陽電池パネル下方空間をレーザービームで扇状にスキャンすることで10 cm大程度の岩石突出部がパネルに接触する前に再上昇して接触回避出来るように考えられていた。
近赤外分光器（NIRS）
0.8 - 2.1 μmの近赤外線領域を測定する分光器である。InGaAs素子による64画素が1列に並んだ光学的な検出器である。視野角0.1×0.1度で取込んだ検出光を、透過型回折格子によって波長ごとに分散させ、0.8 - 2.1 μmの領域を64バンドで光量を検出する。イトカワを構成する岩石などの組成を知るために、太陽からの反射光を小惑星の表面で測定し、主にケイ酸塩鉱物による吸収スペクトル線を知ることで、組成に関する情報を得るものである。AMICAの可視光領域情報と合わせれば、より詳細な鉱物組成が推定出来る。NIRSとXRSはコントローラと電源を共有している。
蛍光X線スペクトロメータ（XRS）
X線蛍光分光器とも呼ばれるXRS（X-Ray Spectrometer）は、3.5×3.5度の視野角を有し、1.0 - 10 keVのエネルギー帯域のX線を160 eVの分解能で検知することが可能。本来の小惑星の組成を検知する底面に取付けられたセンサー部にはX線CCD素子が4枚用いられており、太陽活動によってX線放射量が変化するのを補正するための側面に飛び出した位置にある標準試料を捉えている別に1枚が使用され、合計5枚のX線CCD素子が搭載されている。センサー部だけで1.7 kgの重量であり、センサー部とは別にXRS用電子回路が共通電子回路部内に収納されている。オンボードコンピュータ（OBC）としてSTRAIGHTプログラムで開発されたSH-OBCを採用し、当時惑星探査用としては高速であったSH-3（SH7708）の三重冗長系によって観測画像の機上解析を実現した。
可視分光撮像カメラ（AMICA）
AMICA（Astroid Multiband Imaging Camera）は、航法用カメラ"ONC-T"の別名であり、航法では元々不要な機能である分光用の8域の分光フィルターホイールが探査用として備わっている。1つのバンドは航法に用いる場合の350 - 950 nmまでの全域を通過させるものであり、残る7つのフィルターが、360430・545・705・860・955・1025 nmを通すようになっている。偏光フィルターもCCDの4隅に備えられていて、小惑星に接近した時に表面の粒子サイズを検出することろなっていた。
ターゲットマーカー
はやぶさはイトカワ上に短時間のみ接地して岩石等の試料を採集するが、その着陸を安全に行うために、広角カメラ"ONC-W1"の撮影によって横軸方向の移動速度を安全値である毎秒8 cm以内に収めるよう降下軌道を制御するが、その際の良好な画像を得るのにターゲットマーカーが用いられる。イトカワに30m程まで接近したはやぶさは、底面にぶら下げた状態のターゲットマーカーの固定ワイヤーを火工品、つまり火薬で焼き切る。はやぶさはRCSで自らは減速することで、ターゲットマーカーを先に着陸地点となるイトカワ上に落としておき、ゆっくり接近しながら、"ONC-W1"はフラッシュで照らした画像と照らさない暗い画像を簡単な内部演算することで、ターゲットマーカーの位置を知る。複数回この処理を行うと、横方向の移動速度を知ることが出来る。
ターゲットマーカーは重力の小さなイトカワ上で弾まずに確実に定着するように、薄いアルミ製袋にポリイミド粒を収めたお手玉のような構造に作られており、転がり防止用の4つのとげが付けられていた。フラッシュに対して明るい反射を得るため、表面は再帰性反射シート（民生品）で覆われていた。
サンプラー系
イトカワ表面よりサンプルを採取するサンプラーは、5つのサブシステムより構成されている。
- プロジェクタ
- サンプラーホーン
- サンプルキャッチャー / カプセル蓋
- 搬送機構
- サンプルコンテナ

プロジェクタ
プロジェクタは弾丸（プロジェクタイル）を下方へ向けて打ち出し、イトカワ表面の岩石などを飛散させてサンプルとしてホーン内へ飛び上がらせる役割を持つ。3本の棒状の発射装置がサンプラーホーン基部外面に備わり、電気発火によって推進薬に点火されることで、5 gのタンタル製の弾丸が各1発ずつ順番に発射されると秒速300 mで飛び出してイトカワ表面を打つ。ホーン基部にはアルミ箔の膜が付いた穴が3か所開いており、それぞれのプロジェクタがこれらに合わせて取り付けられている。点火後、弾丸は推進薬の圧力によってアルミニウム製のサボと共に前進し、弾丸はプロジェクタから飛び出すが、サボはプロジェクタ内に留まり変形して銃口を塞ぐので、発射ガスがホーン内に吹込まれてサンプルや地面を汚染することはほとんどない。弾丸は穴からホーン内に入射されると、下部ホーン下端中央付近に飛ぶように照準されている。弾丸はタンタル製であるため、小惑星の岩石組成とは区別が付きやすいとされる。プロジェクタの発射命令は、ホーン長さを測るLRF-S2が1 cmの短縮を検出することで出されることとなっていた。
サンプラーホーン
サンプラーホーンは、先端部の内径が20 cmで全長1 mほどのほぼ円筒形をした中空管である。上部ホーンと下部ホーンはアルミニウム製の円錐形であり、ホーン全体の外形を保ちながら、舞い上がったサンプルを最上部へと誘導する働きをする。中部ホーンは耐弾性がある布を円環で支えた蛇腹構造になっていて、打上げ時には畳まれ、宇宙空間で伸ばされるようになっている。舞い上がったサンプルがホーンを破って機体に損傷を与えないように強靭な布が選ばれており、機体自身が地面に接触しないように距離を稼ぐと同時に接地時衝撃吸収も担っている。下部ホーン周囲にはダストガートというスカートがあり、ホーンに入らなかったサンプルが機体側へ飛び上がって障害を発生させないように考慮されている。
サンプルキャッチャー / カプセル蓋
サンプルキャッチャーは直径48 mm、高さ57 mmの円筒形容器であり、内部はA室とB室に隔てられている。上部ホーンより導かれたサンプルは45度に傾いた反射板に当たることで進路が横向きに修正されて、1回目のサンプル収集ではB室に格納され、次にA室へ格納される。2室切替は120度（1 / 3回転）ごとに2方向の開口部を有する回転ドア式回転筒キャップによって行われ、最後の1 / 3回転によってこれがそのまま蓋となる。サンプルキャッチャーの一方にはカプセル蓋が固定されている。
搬送機構
サンプルキャッチャーをサンプルコンテナ内に移動させるのが搬送機構の役割である。サンプルの収集を終えて、サンプルキャッチャーをサンプルコンテナ内に移動するには、まず、サンプルキャッチャーに挿入されているホーン上端部を下げる。次に、形状記憶合金製バネへ通電してサンプルキャッチャーとカプセル蓋を押し、これらをサンプルコンテナ内へ挿入する。ラッチ・シール機構に対して信号を送り、ラッチによってカプセルにカプセル蓋を固定する動作と、Oリングによる真空シールを保つ動作を同時に行う。カプセル側と結んでいた信号ケーブルを火工品によるワイヤーカッターで切断した。
サンプルコンテナ
サンプルコンテナは帰還カプセル内の中央に位置しており、サンプルキャッチャーを格納する容器である。宇宙空間でサンプルキャッチャーを収容したサンプルコンテナは、サンプルキャッチャー側の2重Oリングと共にサンプルキャッチャーとサンプルコンテナとの狭い間隙を真空に保つことで地球帰還時の再突入の高温より熱伝導を断ち、同時にサンプルコンテナ内まで真空に保つことで地球大気からのサンプル汚染も防ぐようになっている。
帰還カプセル
帰還カプセルは、直径40 cm、質量16.3 kgの蓋付中華鍋のような形状をした耐熱容器で、サンプルコンテナなどを除けば、ヒートシールド、パラシュート、インスツルメント・モジュールといった要素より構成される。帰還カプセルはサンプルコンテナを収容後、分離地点に到達した所で止められていたラッチを火工品により解除し、18本のヘリカルスプリングが再突入カプセルを回転を付けながら押し出す仕組みである。地球帰還時には最大約43,000 km/時（約12 km/秒）の速度で大気へ突入するため、主に断熱圧縮による空力加熱を受けて前面の空気温度は最大2万 ℃ほどになる。15 MW/m2ほどの加熱率と見込まれる。地球帰還後は月軌道付近で本体から分離し（実際には 70,000 km または 74,000 km で分離した）、突入角12度、秒速12.2 km の超軌道速度で再突入する。
ヒートシールド
ヒートシールドは、主に炭素繊維強化プラスチック（CFRP）によって作られた耐熱性カバーであり、前面ヒートシールドと背面ヒートシールドの2つの円盤状部品より構成される。最大2万 ℃となる熱に耐えながら、内部への熱侵入を断つことが求められた。前面ヒートシールドは、落下中の減速効果と姿勢安定性を両立させるために曲率半径20 cmの部分球面状外形が選ばれた。高熱に耐えるための外面を形成するCFRP層は「アブレータ」と呼ばれる。前面側では25 - 36 mmほどのアブレータ層内側には10 mmほどの断熱層が形成され、背面側では11 mmのCFRP層となっている。表面にはアルミ蒸着カプトンの薄膜が貼られている。背面ヒートシールドにはパラシュート一端が繋がり、ヒートシールドを分離・破棄する過程でパラシュートが引出されることとなる。
パラシュート
再突入カプセルは、大気を落下中の高度5 - 10 km付近でヒートシールドを捨て、ポリエステル製のパラシュートを開いて、落下速度を7 m/秒程度にまで減速させる。
インスツルメント・モジュール
インスツルメント・モジュールはサンプルコンテナを取囲むように配置されている電子機器であり、リチウム1次電池によってパラシュート開傘命令と電波ビーコン送信が行われる。加速度センサやタイマーによってパラシュート開傘タイミングを決め、開傘後に地上に落下してからはUHF帯でビーコンを送信する。高熱や開傘時の50 Gほどの衝撃にも耐える必要から、基板間は樹脂で満たされ固められている。
- 探査機「はやぶさ」の模型（相模原市立博物館 2010年7月）
- 同左（相模原市立博物館 2010年7月）
- 同左（相模原市立博物館 2010年7月）

### 搭載探査機

#### MINERVA
MINERVA（ミネルバ）は、当初、はやぶさへの搭載が予定されていたアメリカ航空宇宙局（NASA）ローバーがキャンセルされたため、それまでゆっくりと開発されていたものが、急遽準備された日本の小型ローバーである。プロジェクトマネージャーの川口淳一郎が日本独自の子探査機を搭載することを提案し開発された。名称は "MIcro/Nano Experimental Robot Vehicle for Asteroid" の略である。カウンターバランス代わりに搭載することが前提となっており、分離機構を含めた質量を1 kg以内に収めることが条件となっていた。NASAのJPLによってMUSES-CN開発が進められていたことから正式なプロジェクトとしては扱われておらず、開発費は技術研究費用から捻出された。民生品や宇宙仕様品の廃棄部位の使用、宇宙仕様品メーカーによる無償提供などで開発コストが大幅に削減されている。当初は正4面体頂点にハエタタキのような構造を取付け、それをモーターで駆動するという方式が考えられたが、駆動部位露出や消費電力面で問題があり、最終的には完全密閉正16角柱形の外形に、内部モーターを駆動してその反力でホップするという方式に決定した。
| 寸法           | 直径 120 mm × 高さ 100 mm（正16角柱）                           |
| 質量           | 591 g                                                           |
| CPU            | SH-3（SH7708）（約10 MIPS）                                     |
| メモリ         | ROM：512 KB                                                     |
| メモリ         | RAM：2 MB                                                       |
| メモリ         | フラッシュメモリ：2 MB                                          |
| OS             | μITRON                                                          |
| アクチュエータ | Maxon Motor AG製 DCブラシ・モーター × 2（ホップ用・旋回用）     |
| ホップ能力     | 最大9cm/s（速度可変）                                           |
| 電力供給       | 太陽電池：EMCORE製 最大2.2 W（距離：1 AU）                      |
| 電力供給       | 電気二重層コンデンサ：エルナー（株）製、容量：25 F、電圧：4.6 V |
| 通信           | 9.6 kbps（通信可能距離：20 km）                                 |
| 搭載センサ     | CCDカメラ SONY PCGA-VC1 × 3（ステレオ + 単眼）                  |
| 搭載センサ     | フォトダイオード × 6                                            |
| 搭載センサ     | 温度センサ × 6                                                  |

打上げ後2年を経て2005年11月12日に探査機より分離されたが、分離時に探査機が上昇中であったため、イトカワに着陸することは出来ず、史上最小（当時）の人工惑星となった（後にIKAROSのDCAM2により更新）。分離後の状態は良好であり、探査機太陽電池パネルを撮影した他、通信可能限界距離を越え通信が途絶するまで18時間に渡ってデータを送信し続けた。

#### MUSES-CN
"MUSES-CN"は質量1 kgを目標として開発される予定小型ローバーであった。この着陸探査機は、NASAジェット推進研究所のディープスペースネットワークを利用する対価として「はやぶさ」へ搭載される予定であったが、重量過多と開発費高騰によって2000年11月3日に開発計画は中止された。カメラや近赤外分光器搭載を予定していた。
| 寸法       | 縦 140 mm × 横 140 mm × 高さ 60 mm      |
| 質量       | 1.3 kg                                  |
| 電力供給   | 太陽電池：2.9 W                         |
| 通信機器   | Orbiter-Mounted Rover Equipment（OMRE） |
| 搭載センサ | 0.9 - 7.0 mm帯域赤外線分光計            |

## 航法
はやぶさでは、光学複合航法と地形航法が採用されていた。光学複合航法は主に宇宙空間での軌道を決定するためのものであり、地形航法はイトカワへ正確に着地するためのものであった。
光学複合航法
光学複合航法は電波航法と光学航法を併用する方式である。
電波航法
距離を最も正確に計測出来るのは電波航法であった。地球からはやぶさへ向けて発射された電波パルスをはやぶさが受取ると、それを直ぐに地球へ向けて送り返す。宇宙空間の電波の伝播速度などが判っているので、地球とはやぶさ間距離が数メートル単位の誤差で計測出来る。また、電波のドップラー効果を計ることによって、地球方向に関する加速 / 減速も正確に計測出来る。はやぶさは太陽引力によって常に引かれているため、自ら推力を出さずに慣性運動を暫く続ければ、地球方向での距離や速度変化から、かなり正確な航跡が算出可能。この計測のためには最低でも3日間は、精度を高めるためにはさらに数日間は、軌道制御に関わるイオンエンジンなどは使用出来ない。長距離になると誤差が大きくなり、3億 km先では数百 kmの誤差となる。
光学航法
光学航法は光学航法カメラから得た画像により主にイトカワの方向や位置を知るのに用いられ、また、自機方位や位置算出にも利用可能。
光学複合航法では、上記の各種データを収集して地球で幾何学的分析をすることで、はやぶさの位置や方向、イトカワの位置や方向、そしてそれぞれの運動ベクトルと速度が求められる。
地形航法
イトカワの形状を予め特徴点として記憶させておき、地球側からはX・Y・Zの3軸座標を指定することで、はやぶさ自身がイトカワの位置を画像認識することが可能となった。

## はやぶさ軌跡

### 打上げからイトカワへ
（時刻は全てJST）
- 2003年
  - 5月9日13時29分25秒：内之浦宇宙空間観測所よりM-Vロケット5号機で打上げ。「はやぶさ」と命名[45]。M-V5号機は先端フェアリングが除去され、「はやぶさ」専用に設計・製造されたキックモーターKM-V2によって軌道へ投入された[注釈 43]。予定宇宙空間へ到達してM-Vロケットのはやぶさが放出されると、最初は自動で太陽電池パドルが展開され、次にサンプラーホーンが伸ばされた。はやぶさより電波によってビーコンが届き、軌道が確認されると同時に、地球からの指令を受けて順番に搭載機器の動作確認の手順が開始された。
  - 5月27日：イオンエンジン「μ10」（IES）動作試験開始。高電圧を使用する動作試験は、放電事故を避けるために高真空が確保された打上げ後約3週間過ぎてから行われた[注釈 44][注釈 45]。
  - 6月 - 7月：IES動作試験が継続された[注釈 46]。週に1回程度は推進を止めて、地球との間で距離や速度の測定を行い、軌道決定した。7月末頃には各スラスタの運転条件がほぼ明らかとなり、A以外の残り3基を順番に用いた加速計画に目途が立った。
  - 9月：この頃、推進時間が1,000時間を超えた。この時点で地球より52,000 km後方を飛行中であった。
  - 11月4日：観測史上最大規模X28の太陽フレアに遭遇した[注釈 47]。フレア放射を浴びた太陽光パネルは回復不可能な劣化を生じ、今後、発電出力が低下する事態となった。搭載メモリの「シングルイベントアップセット」と呼ばれる外部放射線に起因する一過性のエラーが発生したが、失われたコンピュータプログラムを地球から再送信することで対応出来たので、演算処理に関しては影響はほとんどなかった。太陽電池パネルによる発電量がIES推進力であるため、ソーラーセル劣化はそのまま加速能力低下を意味していた。この後、時間を掛けて軌道計画を再検討した結果、イトカワ到着予定は2005年6月から同年9月へ3か月伸び、イトカワからの出発も10月から同年12月へ変更された。
- 2004年
  - 3月14日：2か月ほど先のEDVEGAの実施に備えて、IESを停止、1週間以上掛けた軌道決定作業へ入った。その後、4月20日・5月12日にRCSを用いて軌道微調整を実施した。
  - 5月19日：イオンエンジンを併用した地球スイングバイ (EDVEGA) に世界で初めて成功した[注釈 48]。地球への最接近時の高度誤差は1km以下という高い精度だった。一時的に地球の影へ入った機体は搭載したリチウムイオン蓄電池によって電源がまかなわれた。
  - 10月：太陽光パネル発電出力低下に伴い、地球との通信時間帯には稼働しているイオンエンジン1基を停止させ電力を通信機に融通し、通信終了後には電力をイオンエンジンへ供給する運用を行った[46]。
  - 12月9日：イオンエンジンの積算稼働時間が2万時間を突破した。
- 2005年
  - 2月18日：遠日点（1.7天文単位）を通過。イオンエンジンを搭載した宇宙機としては世界で最も太陽より遠方へ到達した。
  - 7月29日 - 30日・8月8日 - 9日・8月12日：搭載されたスタートラッカー（星姿勢計）により小惑星「イトカワ」を捉え、計24枚の写真撮影を行った。これらの画像と地上からの電波観測により精密な軌道決定を行った。
  - 7月31日：リアクションホイール（RW）3基のうちx軸周りを担当していた1基が故障、回転しなくなった[注釈 49]。残る2基による姿勢維持機能へ切替えて飛行した[注釈 50]。
  - 8月：前半はRW故障対応で暫くIESによる加速を中断していたのを補うために、後半はIES3基による全力加速を継続的に行った。
  - 8月28日：イオンエンジンを切り、イトカワへの接近に備えた。

### イトカワの観測・着陸
（時刻は全てJST）
- 2005年
  - 9月4日：点状ながら初めてイトカワの形状を撮影。イトカワ自転周期が予想通り約12時間であることを確認。さらに、レーザー高度計送信試験に成功。9月10日の撮影では、イトカワの細長い形状をはっきり捉えた。
  - 9月12日：イトカワと地球を結ぶ直線上で、イトカワから20 kmの位置（ゲートポジション）に到達した。これにより公式にイトカワとのランデブー成功となった。イトカワの観測結果によって着陸候補となる場所が見当たらないほど岩ばかりのゴツゴツした表面であることが判明した。
  - 9月30日：イトカワから約7kmの位置（ホームポジション）まで接近し、近距離からの観測モードに移行した。
  - 10月2日23時8分：y軸リアクションホイール停止。残ったRWはz軸1基のみであり、RCSを併用して姿勢制御を行う必要に迫られた。RCS液体推進剤は往路を終えたこの時点で約2 / 3がまだ残っていたので、直ちに推進剤不足となる不安は余りなかったが、精密な姿勢制御が行えなくなったことで、HGAによる地球との高速データ通信が不可能となり、MGAによる通信へ切替えられた。この時点で、地球より3億 km遠方にいるはやぶさとの通信は、34分の往復時間が掛かった。
  - 10月28日：帰還用推進剤確保のために消費削減が求められていたが、RCS噴射を精度良く制御する目処が立った。これにより予定通りサンプル採取実施が決まった。
  - 11月4日：1度目のリハーサル降下実施。着陸前の準備としてイトカワへ接近しながら航法や探査といった各種機能を試験する着陸リハーサルであったが、自律航法機能を使って700 mまで接近したところで予定の軌道を外れ始めたため、リハーサルは中止された[注釈 51]。
  - 11月9日：2度目のリハーサル降下で高度75 mまで接近。時間を掛けてゆっくりと降下するため、日本臼田局だけでなくマドリード通信所との連携作業も試され、上手く通信切替が行えた。ミッション関係者の名前が入ったターゲットマーカーが正常に分離され、予定通り虚空に消えた。フラッシュランプもテストされ、良好な結果を得た。また、画像も撮影したため、地球側で受信後、ウーメラ砂漠ではなくミューゼスの海に2回の着陸を試みることが決まった。
  - 11月12日：3度目のリハーサル降下を行い、高度55 mまで接近した。探査機「ミネルバ」を投下した。搭載機器は順調に機能していたが、重力補償のためのスラスタ噴射の途中で分離してしまったため探査機は上昇速度を持ち、イトカワへの着陸は失敗した。このリハーサルでは、降下誘導にLIDARが使用出来ず、自律的な画像認識による誘導も機能しないため、新たに「地形航法」という手法を考案して試してみた。また近距離レーザー光度計LRF動作確認も行った。何より大きな違いは、太陽発電パドルに太陽光の圧力を受けることで降下速度を時速100 mほどとごく低速にしたことであった。ミネルバ投下失敗は、元々太陽光による圧力やイトカワの引力ではやぶさが降下している間に分離が行われる予定でいたが、指令コマンド順番をミネルバ分離命令直前に、降下速度を抑えるためのRCS噴射命令を入れて送信してしまうという人為的ミスによって、はやぶさが上昇を始めた直後にミネルバを分離してしまったことで発生した。
  - 11月20日：高度約40 mで88万人の名前を載せたターゲットマーカーを分離した。マーカーはイトカワに着地した。予定通り1回目のタッチダウンに挑戦した。はやぶさは降下途中に何らかの障害物を検出し自律的にタッチダウン中止を決定して上昇開始したが、再度秒速10 cmで降下を始めた。はやぶさは2回のバウンド（接地）[注釈 52] を経て、約30分間イトカワ表面に着陸した。この際は受信局切替でビーコンが受信出来ない時間帯であったため、地上局側は着陸の事実を把握出来ておらず、通信途絶が長過ぎることを不審に思った管制室の緊急指令で上昇、離陸した[47]。地球と月以外の天体において着陸したものが再度離陸を成し遂げたのは世界初であった。タッチダウン中止モードが解除されないまま降下したため弾丸は発射されなかったが[注釈 53]、着陸の衝撃でイトカワの埃が舞い上がり、回収された可能性があるとされた[50][注釈 54]。
  - 11月26日：2回目のタッチダウンに挑戦。新たにマーカーを投下すると2つの目印を見て混乱する可能性があるため新たなマーカー投下を止め、また前回のマーカーも確実に検出出来る保証はないので、マーカーによる制御はせず記録モニターのみの設定とした。降下中に前回投下した署名入りターゲットマーカーをイトカワ表面上に確認[51]。日本時間午前7時7分、イトカワに予定通り1秒間着陸し、即座にイトカワから離脱した。なお、地球へ帰還したカプセルの中身のうち、2010年11月16日までにイトカワ由来と断定された約1500個の微粒子はこの際回収されたものである[注釈 55]。2回目離脱後の9時過ぎ、スラスタ噴射によりイトカワより5 kmの位置で静止した。この時、B系2番スラスタから燃料のヒドラジンが探査機内部へ漏洩していることが判明した。弁を閉鎖し漏洩は止まった。
  - 11月27日：化学推進スラスタ噴射を試みたが、小さな推力が観測されただけであった。この時、燃料が漏洩したため気化による温度低下でバッテリー機能が低下し電源が失われたために、結果として搭載システムが広範囲に再起動されたと推定されている。姿勢制御スラスターは2系統（A / B）とも推力が低下し、はやぶさの姿勢は大きく乱れた。

### 交信途絶・帰還
（時刻は全てJST）
- 2005年
  - 11月28日：通信途絶。
  - 11月29日：LGAによる低速度通信が回復した[52]。
  - 12月2日：再びRCSの使用を試みたが、小さな推力が観測されただけであった。
  - 12月3日：スピン軸が太陽方向に対して30度ずれていることが確認[注釈 56]。緊急時の対処として、イオンエンジンの推進剤であるキセノンガスを中和器から直接噴射することで姿勢制御を行うこととした。運用ソフトウェア作成開始。
  - 12月4日
    - 運用ソフトウェア完成。キセノンガスの直接噴射による姿勢制御を試みた。姿勢制御に成功した[注釈 57]。
    - 姿勢が修正されたため、MGAによる256 bpsの通信が回復2回目のタッチダウンに関わるデータが送信され始めた。

  - 12月7日：受信データ解析の結果、11月26日の着陸シーケンス中に弾丸発射中止のコマンドが見付かり、サンプリング用弾丸は発射されていなかった可能性が高くなった[注釈 58][注釈 59][53]。成功と発表されていた着陸が、失敗に終わっていた可能性が高いと修正し発表された。
  - 12月8日：機体はみそすり運動を始め、キセノンガスを使っても姿勢を回復出来なかった。以前に漏れていた燃料が気化して噴出した可能性が考えられたが、原因は特定されていない。通信が途絶した[注釈 60]。
  - 12月14日：地球への帰還予定は2010年6月に延期することが発表された[注釈 61][54]。
- 2006年
  - 1月23日：はやぶさからのLGAによる低速度通信電波が辛うじて受信。
  - 1月26日：「1ビット通信」によって状況が次第に明らかとなった[注釈 62]。12月8日の姿勢制御喪失後、太陽電池パネルからの発電量が低下し、一旦は電源供給が失われた。リチウムイオン充電池は11セルすべてが放電し切った状態であり、その内の4セルは過放電によって充電能力を失っていた。また、RCSの推進剤は、11月のトラブルで燃料をほとんどを失っていたが、さらに酸化剤も12月以降のトラブルで失われていた。イオンエンジン用のキセノンガスは、トラブル前の圧力を保っていて、残量は42 - 44 kgと推定された。回転を止めるためにまだ稼動するz軸のリアクション・ホイールが使用され、さらに中和器からのキセノンガス噴射が行われた。
  - 2月25日：自転数が緩和されたことで、LGAによる8 bpsでのテレメトリーデータの受信が可能となった。
  - 3月4日：おおよその姿勢制御に成功。MGAによる32 bpsでのテレメトリーデータの受信が可能となった。
  - 3月6日：3か月振りに位置や速度が特定され、地球からは3億3,000万km、イトカワからはその公転方向に1万3,000 kmの所を秒速3 mで離れつつあることが明らかになった。
  - 3 - 4月：構体内部へ漏洩し滞留している可能性がある燃料などを追い出すために、ベーキング作業を行った。
  - 5月31日：イオンエンジンB・D起動試験成功。
  - 7月：姿勢制御に使用していたキセノンガスの消費量を抑えるため、太陽光圧を利用（ソーラーセイルと同じ原理）したスピン安定状態での運用に切り替えた[注釈 63]。
  - 7 - 9月：採取試料容器を地球帰還カプセルに格納する作業には、リチウムイオン充電池の電力が必要であるため、使用可能なセルに充電をはじめた。9月に充電を完了し、以降は充電状態を維持した。
- 2007年
  - 1月17日：採取試料容器を地球帰還カプセルに格納する作業をはじめた。翌18日未明に格納作業完了を確認した[注釈 64][55]。
  - 4月20日：スラスタB・Dによる2基同時運用からスラスタDによる単独運用へ変更[注釈 65]。
  - 4月25日：地球帰還に備えて巡航運用開始[56]。巡航運転に先立ち、姿勢制御プログラムの書き換えを行った[注釈 66]。
  - 7月28日：スラスタCのイオンエンジンが推力を生んだ。スラスタDを温存のため停止してCの単独運転に切り換えた[57]。
  - 10月18日：復路第1期軌道変換が完了した。イオンエンジンおよびリアクション・ホイール（RW）を停止、太陽指向スピン安定モードへ入った。ここまでのイオンエンジン稼働時間は、往路・復路あわせて延べ31,000時間、軌道変換量は1,700 m/sに達する。復路の軌道変換量は残り400 m/sである[58]。
- 2008年2月28日：3回目の遠日点通過1.63 AU）[59]。
- 2009年
  - 2月4日：リアクション・ホイールを駆動し、イオンエンジン（スラスタD）を用いて動力飛行（復路第2期軌道変換）を開始した[60]。
  - 8月13日8時30分：イオンエンジンを停止し、セーフホールドモードへ移行しているのが発見された。原因は宇宙放射線による姿勢監視装置のシングル・イベント・アップセット（SEU）と推定された。軌道は少し変更されるが地球帰還に問題はなかった。遠日点付近であるため、電力事情が改善されるまでは太陽指向スピン安定制御による慣性飛行で運用された[61]。
  - 9月10日：遠日点通過。
  - 9月26日：イオンエンジンを使用して動力飛行を再開した。
  - 11月4日：1基のイオンエンジン（スラスタD）が中和器の劣化によって自動停止した[62]。
  - 11月11日：打上げ後から予備機として使用していなかったスラスタA中和器と、2007年4月より使用停止していたスラスタBのイオン源をバイパスダイオードによって接続し使用する複合モード運用を始めた[63][注釈 67]。
  - 12月27日：イオンエンジン停止。VLBI観測によって精密な軌道を同定した（2010年1月1日まで）。
- 2010年
  - 1月13日：地球引力圏内を通過することが確実となった。
  - 2月26日：月よりも内側（約31万 km）を通過する軌道に入った[64]。
  - 3月5日：対地高度約16万 kmを通過する軌道へ入った。イオンエンジンを一旦停止し、軌道の精密測定を実施した。
  - 3月20日：対地高度約4.6万 kmを通過する軌道に入った[注釈 68]。
  - 3月27日：復路第2期軌道変換を終了した。地心距離約2万 km（高度約1万4,000 km）を通過する軌道に入った。
  - 4月4日：地球外縁部への精密誘導を実施した（TCM-0、4月6日まで）。
  - 5月1日：精密誘導に伴う補正のために減速して到着時間を調整した（TCM-1、5月4日まで）。
  - 5月12日：スタートラッカーが地球と月を捉えた。
  - 5月23日：地球外縁部（高度約630 km）への精密誘導のため、接線加速と太陽方向への加速を実施した（TCM-2、5月27日まで）。
  - 6月2日：オーストラリア政府が同国内ウーメラ立入制限区域（Woomera Prohibited Area, WPA）へのカプセル落下を許可。
  - 6月3日：地球外縁部からウーメラ立入制限区域への誘導目標変更のため、軌道補正を実施した（TCM-3、6月5日まで）。
  - 6月9日：落下予測範囲を狭めるため、さらに詳細な誘導を実施した（TCM-4、12時30分 - 15時）。この軌道修正で、6月13日23時頃に南オーストラリア州にあるウーメラ立入制限区域の東西100 kmほどの地域内に落下することが確実となった。同区域を通過するスチュアート・ハイウェイは13日22時から0時まで通行止めとされた。この時点で地球までの距離は約190万 kmであった。
  - 6月13日
    - 15時6分：ハワイ島すばる望遠鏡がはやぶさ撮影に成功。地球までの距離は約17万 km[65][66]。
    - 19時51分：カプセル分離[注釈 69][36]。地球までの距離は約7万km。
    - 22時02分頃：地球を撮影。
    - 22時27分頃：内之浦局に地球の写真を送信中に水平線の向こう側に入り通信途絶[66]。

はやぶさはカプセルを分離した後、最後に地球を撮影するミッションを行った。このミッションは当初から予定されていたものではなく、開発者たちの「最後に故郷の地球を見せてあげたい」という思いから行われた。イトカワ観測終了後、カメラとその保温ヒーター電源は長時間切られたままで健全性が不明であった。また、カプセル分離まではそれに適した姿勢に保つ必要があり、分離機構が不調の場合にはカメラを地球に向けての写真撮影はできないと思われていた。しかし、カプセルの切り離しに順調に成功したため、カプセル取付面に対して側面にある広角カメラ（ONC-W2） を地球方向に向くよう姿勢を変更した。カプセル分離の反動でふらつく機体姿勢を、イオンエンジン推進剤直接噴出と1基だけ残ったリアクションホイール（RW-Z）によって立て直し、2時間かけて 機体を回転させた。そして13日22時2分頃までに地球を5 - 6枚撮影し、データを地上に送信した。そのほとんどは真っ暗なものでしかなかったが、送信の最中に通信が途絶して写真下部が欠けていた最後の1枚の写真が、ぎりぎりで地球の姿を捉えていた。
2003年5月9日の打上げより7年。姿勢制御用のリアクションホイールは3基中2基、化学燃料スラスタは全て故障。バッテリは放電し切っているため、太陽電池パネルが太陽方向より逸れると即座に電源断となる状態。故障したスラスタ同士を繋いで復活させたイオンエンジンもいつ止まるかわからず、搭載されたコンピュータすらビット反転を起こし始めているという、まさに満身創痍の帰還であった。実際に使用されることはなかったが、最後のリアクションホイールが故障した場合の対策も用意されていた。

### 大気圏再突入

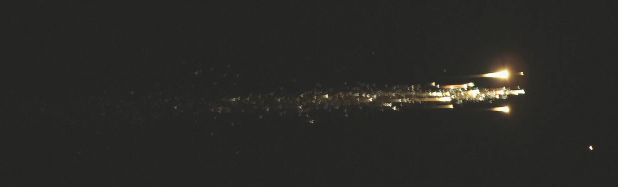
右下に離れて見える光点がカプセル。その後方に見える光点の集まりが「はやぶさ」本体。

6月13日22時51分頃 惑星間軌道から直接12km/sの相対軌道速度 で、はやぶさ本体およびカプセルは大気圏再突入した。流星のように輝きながら無数の破片に分解し、燃え尽きていくはやぶさ本体と、一筋の光の尾を曳いて飛び続ける再突入カプセルは、南オーストラリア州においては数十秒間に渡り地上から肉眼でも観測され、満月の倍の明るさに相当するマイナス13等級の輝きを発し、人の影が地面に映るほどの明るさとなった。
事前予想では、大気圏再突入時の光跡は最大で-5等級程度と報道されていたが、後の記者会見では、この予想ははやぶさ本体を含まない、再突入カプセル単体の明るさを指した予想であったと訂正された。
22時56分、カプセルからの電波信号（ビーコン）が受信され、パラシュートが開いたことが確認された。カプセルは23時8分頃に着陸したと推定される。着陸予想地点の周囲に展開した方向探測班がビーコンの方向から落下位置を推定し、発熱による赤外線を頼りにヘリコプターによる捜索が行われ、13日23時56分、再突入直前の予想地点から1 kmほどのウーメラの北西約200 kmで目視により発見された。
現地の砂漠一帯は先住民アボリジニーの聖地でもあるため、14日午前にアボリジニーの代表がヘリで現場を視察し、了解を得た後、宇宙機構チームがカプセル回収へ向かった。カプセルに付いている火薬などの危険物が安全な状態かどうかを調べた後、カプセル回収作業を開始し、約4時間後に回収を完了し、専用コンテナで現地の拠点施設まで移送された。また、探索されていたヒートシールドも14日14時頃に発見され、翌日に回収された。
なおこれ以前にも日本の宇宙機が自力で大気圏再突入に耐えた例はいくつかあるが、回収まで予定通りに成功したのは2003年に回収されたUSERS回収カプセル以来7年振り2度目。旧ISASが打上げた衛星・探査機としては初の回収成功となった（失敗後に偶然回収されたEXPRESS除く）。大気圏再突入時の最大減速率は50G程度で、再突入から約150秒後には秒速数十 mまでの減速が行われた。
NASAはJAXAなどと共同で、観測用航空機「DC-8」から19台のカメラで「はやぶさ」の大気圏再突入を撮影した。はやぶさは惑星間航行をしていたので、歴史上2番目の速度で大気圏再突入が行われ、カプセルは1 - 2万度の高温にさらされた。NASAの支援としてはこの他に、ディープスペースネットワークによるはやぶさの追跡支援、エイムズ研究センターの大型加熱風洞を用いた再突入カプセル耐熱シールド試験があった。

### カプセル輸送と分析

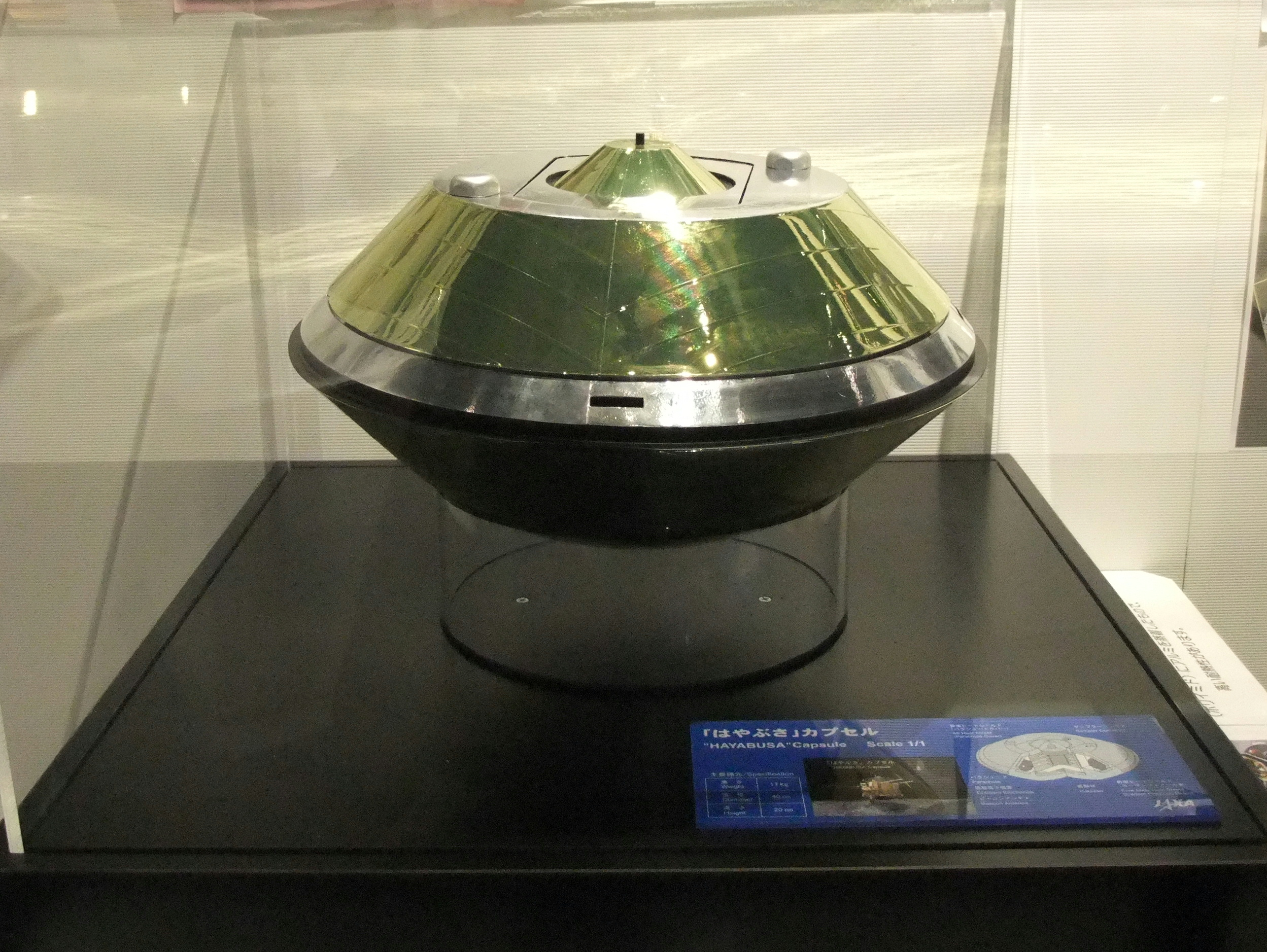
カプセルのレプリカ（JAXAi）

発見されたカプセルは、ウーメラ施設内のクリーンルームで爆発の危険性がある装置と電子回路を取除いた後、窒素を満たしたポリエチレンの袋に入れた上で内箱に収納。さらに衝撃吸収用ボールを並べた免震箱に入れて熱シールドと共にチャーター機で日本に輸送され、17日深夜に羽田空港に到着した。18日2時にトラックでJAXA相模原キャンパスのキュレーションセンターに搬送された。カプセルはX線断層撮影 (CT) 検査を行うため一旦JAXA調布キャンパス飛行場分室に移送され、検査の結果容器に亀裂などがないことが確認された。昼夜連続でカプセルの清掃が行われ、20日にはサンプルコンテナがクリーンチェンバーに導入された。22日にサンプルコンテナが開封され、内部から微量のガスが採取されたが、大部分が地球大気由来の気体であった。24日には、サンプルキャッチャーA室開封作業に着手した。
7月5日、JAXAはカプセル内のサンプルコンテナから肉眼で確認出来る直径1 mmほどの微粒子十数個と、サンプルキャッチャーA室内壁より直径10umほどの微粒子2個を顕微鏡で確認したと発表した。その後、調査範囲を広げるにつれて発見される粒子の数も増えて行った。カプセル内の微粒子はマニピュレーターで1粒ずつガラス容器に移して詳細に検査する予定でありが、事前に行ったリハーサルより粒子が小さく効率が悪かったことから、電子顕微鏡で観察できるサイズのテフロン製ヘラと純窒素チャンバーを開発し、地球大気による汚染を遮断した環境下で 容器の壁面をこすって微粒子を採取するようにしたところ、10 um以下の微粒子を約3,000個捕獲することができた。
11月16日までにA室内より回収した微粒子のうち約1,500個が岩石質であった。回収された微粒子が地球上で混入したものなのか、イトカワ由来なのかはキュレーションセンター内での簡易分析だけでは判断出来ないと考えられていた が、X線分光分析の結果、組成が地球上の岩石では見られないLL4-6コンドライト隕石の組成と一致した。イトカワの観測結果から、イトカワはLLコンドライトと近い物質であると推定されていたことから大部分がイトカワ起源と判断され、11月16日に公表された。12月7日にサンプルキャッチャーB室を開封した。
テフロン製ヘラによる採取では、微粒子がヘラに付着して取れなくなってしまうことから、サンプルキャッチャーをひっくり返して振動を与え、合成石英ガラス製の円盤に粒子を落下させる方法（自由落下法）が考案され、大きなもので300マイクロメートルを超える粒子を回収することができた。また、ガラス円盤に付着した試料は静電制御によるマイクロマニピュレーターによりひとつずつ拾い集められた。2013年3月15日までに400個ほどの粒子が回収され、元素組成によってカテゴリー別に分類され1つずつ保管されている。回収した粒子は初期分析のため各研究機関に配付された他、NASAや公募によって決まった各国の研究機関でより詳細な分析を行い、さらに一部のサンプルは分析技術の進歩に期待して保存する予定である。
粒子の初期分析は当初予定の8月以降から9月以降、さらに12月以降 へと延期され、ようやく2011年1月21日にSPring-8で最初の初期分析が始められた。3月にはアメリカで開かれた第42回月惑星科学会議で初期分析の中間報告が発表された。
- 回収したサンプルの初期分析結果は、イトカワおよびJAXAホームページの特集「小惑星イトカワの真の姿を明らかに」（2011年12月27日公開）を参照のこと[114]。

### カプセルの一般公開
役割を果たした再突入カプセルのヒートシールドやパラシュートなど、および地上試験用のエンジニアリングモデルは、2010年7月末から8月にかけて以下の場所で公開された。一般公開の初日には1万3千人の来場者が詰めかけ、最大で3時間待ちにもなる長蛇の列をつくった。
- 7月30、31日
相模原市立博物館（神奈川県相模原市中央区）
隣接するISAS相模原キャンパスの一般公開に合わせて公開された。
- 8月2 - 6日（ヒートシールドは2、3日のみ）
筑波宇宙センター（茨城県つくば市）
8月1日には天皇・皇后がつくばに行幸し、カプセルを視察した。
- 8月15 - 19日（ヒートシールドは15、16日のみ）
丸の内オアゾ1階○○（おお）広場（東京都千代田区）
同ビル2階にJAXAiがあった。

その後も引き続き各地で公開されていたが、ヒートシールドは研究解析に供されるため 展示されない場合もあった。なお、ヒートシールドの形状は重要機密事項であったらしく、少なくとも筑波宇宙センターで見学者へ配布された資料ではヒートシールド輪郭が塗り潰されていた。
2010年7月の相模原キャンパス特別公開を皮切りに同年11月からは本格的に各地を巡回し、最後の会場の愛知県刈谷市で2012年4月3日限りで全行程を終了した。全69会場で延べ89万人の来場者数を記録した。
これとは別に、再突入カプセルを製作したIHIエアロスペースの工場が群馬県富岡市にある縁で、同社は2010年10月に実物大レプリカを群馬県に寄贈しており、県内で巡回展示された後にぐんま天文台で2011年1月15日から常設展示されている。

## 受賞歴・記録
受賞
- 2006年
  - 5月：「はやぶさ」プロジェクトが、米国宇宙協会 Space Pioneer Award を受賞。
  - 7月：第45回日本SF大会で、「MUSES-C「はやぶさ」サンプルリターンミッションにおけるイトカワ着陸」が星雲賞自由部門を受賞。
- 2007年
  - 4月：文科省より、「はやぶさ」プロジェクトチームに対し、平成19年度科学技術分野の文部科学大臣表彰 科学技術賞（研究部門）。受賞業績名「はやぶさのイトカワへの降下と着陸及び科学観測に関する研究」
  - 7月：米国航空宇宙学会より、論文「Powered Flight of HAYABUSA in Deep Space」（はやぶさ小惑星探査機の深宇宙動力航行）(AIAA Paper 2006-4318) に対し、米国航空宇宙学会最優秀論文賞。
  - 9月：電気ロケット推進学会より、論文「Asteroid Rendezvous of HAYABUSA Explorer Using Microwave Discharge Ion Engines」（マイクロ波放電式イオンエンジンによるはやぶさ探査機の小惑星ランデブー）（IEPC-2005-10）に対し、国際電気推進学会最優秀論文賞。
- 2010年
  - 5月：国際宇宙航行アカデミー創立50周年記念ロゴに組込まれた、宇宙開発史を代表する7種の宇宙ミッションを示す写真（計8枚）の1つに「イトカワに映るはやぶさの影」が採用される[注釈 79][122]。
  - 10月：日本文学振興会より、「日本の科学技術力を世界に知らしめ、国民に希望と夢を与えてくれた」として、「はやぶさ」プロジェクトチームに対し、第58回菊池寛賞を受賞。
- 2011年
  - 年内：米国宇宙協会（英語版）のフォン・ブラウン賞を受賞。
  - 5月23日、史上初めて小惑星から物質を持ち帰った探査機としてギネスに認定された[123]（認定証[124] は6月2日到着）。
  - 7月：第50回日本SF大会にて、「探査機「はやぶさ」（第20号科学衛星MUSES-C）の地球帰還」が第42回星雲賞自由部門を受賞。
  - 12月：米科学誌『サイエンス』 （アメリカ科学振興協会発行）12月23日号において発表された「2011年の10大発見」の内の1つに選ばれる。

世界初記録
- マイクロ波放電型イオンエンジン運用
- 宇宙用リチウムイオン2次電池運用
- イオンエンジンを併用した地球スイングバイ
- 月以外の天体からの地球帰還（固体表面への着陸を伴う天体間往復航行）
- 月以外の天体の固体表面からのサンプルリターン
- 地球と月以外の天体からの離陸（着陸と離陸としては最小の天体）

世界最遠記録
- 遠日点（1.7 AU）を通過。イオンエンジンを搭載した宇宙機としては、太陽より史上最も遠方に到達（なお、2010年4月15日現在ではドーンが太陽から約2億9260万 km=約1.96 AUへ到達している[125]）
- 光学的手法により、自力で史上最も遠い天体への接近・到達・着陸・離陸

世界最長記録
- 最も長い期間を航行し、地球へ帰還した宇宙機（2,592日間）
- 最も長い距離を航行し、地球へ帰還した宇宙機（60億 km）（但し、確認中）[126]。
- 最も長い時間、動力飛行をした宇宙（但し、確認中）[126]。

### 関連する世界初
- 初の地球外天体からのサンプルリターンは1969年のアポロ11号による月の石で、これは有人月探査であった。無人探査機によるものでは翌1970年の旧ソ連の月探査機ルナ16号が初である。月より遠くからのサンプルリターンとしては、ラグランジュ点L1から2004年に帰還したジェネシスが初である。さらに地球重力圏外にある遠くの天体よりサンプルリターンを行った探査機としては、2006年にカプセルを帰還させた彗星探査機スターダストが初である。但し、後2者はアポロやルナのように天体の固体表面に着陸したものではなかったため、はやぶさは地球重力圏外の天体固体表面に着陸してサンプルリターンを行った初の探査機ということとなった。無論、小惑星からのサンプルリターンは初である。
- はやぶさは小惑星探査機として数々の新技術を実証しているが、初の小惑星探査機は近接探査という意味では1991年にガスプラを探査したガリレオである。また小惑星を専門とする初の探査機は1996年打上げのNEARシューメーカーであり[注釈 80]、これは初の小惑星周回（ランデブー）と軟着陸を行っている。そのためはやぶさは初の小惑星より離陸・帰還した探査機ということとなった。また、イオンエンジンをメインエンジンとする初の小惑星探査機は、1998年打上げのディープ・スペース1号であり、はやぶさはあくまで新方式のイオンエンジンを実証した探査機である。

### 記念日
6月13日を銀河連邦が「はやぶさの日」（英: HAYABUSA DAY）に制定。2012年5月28日に日本記念日協会から認定を受け、登録された。

## プロジェクト参加企業
以下の表は、開発・運用・回収サンプル解析に関わった企業を中心にまとめられた、主な「はやぶさ」関連企業の一覧である。

## はやぶさ後継機
はやぶさ（MUSES-C）打上げ以前よりMUSES-C後継機構想はあり、小天体探査フォーラム（MEF）では後継機任務について、同じ小惑星族（コロニス族またはニサ族）に属する複数の小惑星を探査する案や、スペクトルが既知の地球近傍天体（NEO）複数を探査する案など、多数の案が検討された。
2011年5月12日、はやぶさの改良機「はやぶさ2」が2014年に打上げ、地球近傍小惑星リュウグウを探査する計画が発表された。2014年12月3日に打ち上げられ、2018年にリュウグウに到着、2020年に帰還する計画が立案され、計画通りに実行された。
「はやぶさ2」以降については、より大型・高性能な「はやぶさMk.II（マーク2）」、「はやぶさMk.II」をヨーロッパ宇宙機関と共同開発するという「マルコ・ポーロ」などの構想がある。

## 反応
複数の技術的なトラブルに見舞われ帰還を絶望視されつつも、それを乗り越えて地球への帰還を目指すはやぶさの旅程は、多くの日本人に美談として受け止められ共感を呼んだ。

### 天皇・皇后
天皇誕生日に先立つ2010年12月20日の記者会見で、上皇明仁は「はやぶさ」について次のように述べた。
また上皇后は、はやぶさが大気圏に突入した時のことを和歌に詠んだ。

### メディア
「はやぶさ」に対する関心は始めから大きかったわけではない。はやぶさの着陸失敗が非常に大きく取り上げられた後、実は着陸していたことが取り上げられた。電波を捉えられなくなり、帰還が危ぶまれるようになるとほとんど報道されないようになった。マスメディアが関心を失って行く一方、インターネット上でははやぶさに関する話題盛り上がりがあり、次第に注目を集めて行った（詳細は「#インターネットによる広報と反響」を参照）。
2010年6月13日の地球帰還が近付くに連れてニュースやワイドショーで取上げられる機会も増え、6月10日にはNHKの『クローズアップ現代』で「傷だらけの帰還 探査機はやぶさの大航海」が放送された（JAXAの的川泰宣がゲスト出演）。NHKはウーメラに近いグレンダンボに取材班を送り、大気圏再突入の模様をハイビジョンで撮影して翌14日未明より定時ニュース冒頭で繰返し放送したが、NHK・民放各局とも生中継を行わず、NHK広報局はツイッター上で「大気圏突入のタイミングには、丁度ワールドカップの試合を放送しているので、生中継は難しそうです」などと冷静に理解を求めていたのだが、第1報もやや遅れたため、一部では放送局の反応に対する失望の声も上がった。
翌日14日の朝刊各誌は1面トップに写真付ではやぶさ突入記事を掲載し、民放各局もはやぶさの帰還を報道している。またカプセルが着地したオーストラリアでは、大きな話題として扱ったテレビ放送局もあり、台湾やイギリスなどでも報道された。
はやぶさ帰還後は、日本国民の熱狂振りや国民的な関心の高さがメディア上でも紹介された。

### 政治家
はやぶさカプセル帰還成功を受け、6月8日に成立したばかりの菅内閣閣僚達からは絶賛する発言が相次いだ。
- 菅直人総理大臣（当時）は6月14日、「はやぶさ」プロジェクトマネージャー川口淳一郎にお祝いの電話を掛け、カプセル再突入成功について、約60億キロメートルもの飛行の後、地球へ帰還出来たことは奇跡的であり、日本の技術水準の高さを世界に強くアピールした、関係者の方々に心からのお祝いと労いを申し上げたい旨を述べた[152]。さらに15日の参議院本会議で、後継機「はやぶさ2」開発を推進する考えを示した[153]。
- 蓮舫行政刷新担当相（当時）は15日、「偉業は国民全員が誇るべきものだ。世界に向かって大きな発信をした」と高く評価し、2009年の事業仕分けで、後継機開発など宇宙開発関連予算を削減としたことについて「宇宙開発は私は直接担当しておらず、今一度流れを確認している」と釈明し、また「国民の様々な声は次期予算編成に当然反映されるべきだ」と語った[154]。
- 川端達夫文部科学大臣（当時）は15日、「非常に大きな成果を上げた」と評価し、後継機予算概算要求について「しっかりとこれを踏まえて考えたい」と前向きな姿勢を示した[155]。
- 福山哲郎官房副長官（当時）は14日、はやぶさの後継機開発について「宇宙技術発展への貢献を精査し、来年度予算での扱いを検討したい」と述べた[156]。
- 宇宙開発担当の前原誠司国土交通大臣（当時）も「宇宙開発史に画期的な一ページを加えた」との談話を発表した[157]。

これらの発言に対して、読売新聞は鳩山政権下ではやぶさ後継機予算が削減されていたことを指摘し、「現金すぎ」と民主党政権を批判的に報じた。

### インターネットによる広報と反響
はやぶさは、「星の王子さまに会いに行きませんか」キャンペーンを実施し、国内外から88万人の署名入りターゲットマーカーを積んでいたことで、投下成功のニュースには多くの励ましのメールがJAXAに届けられた。
イトカワ着陸の際は、管制室インターネット中継や、ブログによる実況が行われた。2度目の着陸の際、栄養ドリンク「リポビタンD」の空き瓶が管制室の机にどんどん増えて行く様子 がブログを通して紹介され話題になった。後にブログの更新担当者のもとには大正製薬関係者からリポビタンDが2カートン贈られたという。
JAXAのWEBサイトでは、ミッション経過を絵本仕立てで紹介した『はやぶさ君の冒険日誌』やペーパークラフト なども公開された。
2006年、soyuz project名義で活動する音楽家、福間創は、はやぶさの地球への無事帰還を願い、「swingby」という楽曲を自身のwebサイトで無料配信した。配信後、この曲は相模原のJAXA宇宙科学研究本部の一般公開イベントにおいて、はやぶさコーナーのBGMとして正式に採用された。
地球帰還へ向けて最後の軌道修正に入った2010年4月には特設ページが作られ、プロジェクトマネージャーの川口淳一郎を始めとする関係者達のメッセージが掲載された他、ブログやTwitterで状況が報告された。Twitterでは「はやぶさ君」“本人”がつぶやいたり、「あかつきくん」や「イカロス君」と会話することもあった。
リアルタイムで多くの情報が公開されたことによりネットでの注目を集め、はやぶさを擬人化したキャラクターや、はやぶさをテーマにしたフラッシュ・MADムービー・楽曲などが作られた。ファンによるコスプレや実物大模型なども公開されてブームを盛り上げた。後日、ASCII主催による、川口淳一郎教授と今回のプロジェクトチームを招いて、今回のミッションについての対談が行われた際、Twitterの果たした役割にふれ、またニコニコ動画上のさだまさしの『案山子』や『宇宙戦艦ヤマト』などをモチーフにしたFLASHムービー作品について、とてもよく出来ていて気に入っているという感想を述べて、「はやぶさ」とネットとの親和性は高いと評価した。
2010年6月13日の大気圏再突入の際には、前述のように生中継を行った放送局が皆無であったのに対し、動画配信サイトでは現地からのインターネット中継が行われ、ニコニコ生放送に延べ21万人、JAXA配信に36万アクセス、和歌山大学配信に63万アクセス が殺到し、それぞれ視聴者数が制限されたり回線が繋がりにくくなったりする状況が発生した。Twitterでも注目を集め、NECビッグローブによる統計によれば、再突入を捉えた動画や画像が公開された頃を中心に、10分間辺り最大で27,000件を上回る発言がはやぶさの話題に費やされた。これは翌日の同時間帯に放送された2010 FIFAワールドカップ日本対カメルーン戦でゴールを決めた本田圭佑に対する、10分間辺り最大16,000件の発言 を圧倒的に上回っている。
また「はやぶさ」が地球に帰還した翌日には、オンライン署名サイトで「はやぶさ2予算増額の嘆願署名」が作成されるなど、関係者以外からも注目が集まっている。

### はやぶさを扱ったグッズや作品に対する反響
はやぶさに対する反響の一環として、プラモデルや書籍、果ては日本酒といったグッズも、無人探査機を扱った商品としては例外的な売れ行きを示した。例えば青島文化教材社から発売されたプラモデルは、同社における通常のヒット商品と比べて約4 - 5倍もの受注があり、初回製造分が数日で売り切れるほどの反響があったという。
2009年4月1日には、はやぶさの困難な旅程を叙情的 に描いたプラネタリウム番組『HAYABUSA -BACK TO THE EARTH-』が公開され、プラネタリウム番組としては異例の人気があったという。
『HAYABUSA -BACK TO THE EARTH-』はDVDおよびBDでも発売され、好評を博したものの、終盤の映像はあくまで予想に基づく制作だったため、はやぶさの地球帰還の後に完全版を求める声が相次ぎ、終盤の映像を事実に基づいたCG映像と差し替えた『HAYABUSA -BACK TO THE EARTH- 帰還バージョン』が制作され、各地で上映中であったプラネタリウムでも随時帰還バージョンへと差し替えられた。

## はやぶさを題材にした作品

### 関連する作品
はやぶさ帰還後にはJAXAに8社から映画化のオファーがあり、2011年秋期から2012年春期にかけてはやぶさを主題とした映画3作が相次いで公開された。日本国内で同じ題材の映画が3作品重なって競作されることは非常に稀なことである。このうち20世紀フォックスの映画『はやぶさ/HAYABUSA』は、史上初の宇宙試写会という触れ込みで、国際宇宙ステーションに滞在中の宇宙飛行士を対象にした試写会が企画され、2011年7月27日に実施された。映画の他には、映画の原作となった著作や、探査機を萌え擬人化した漫画作品などが出版されている。

#### 映画

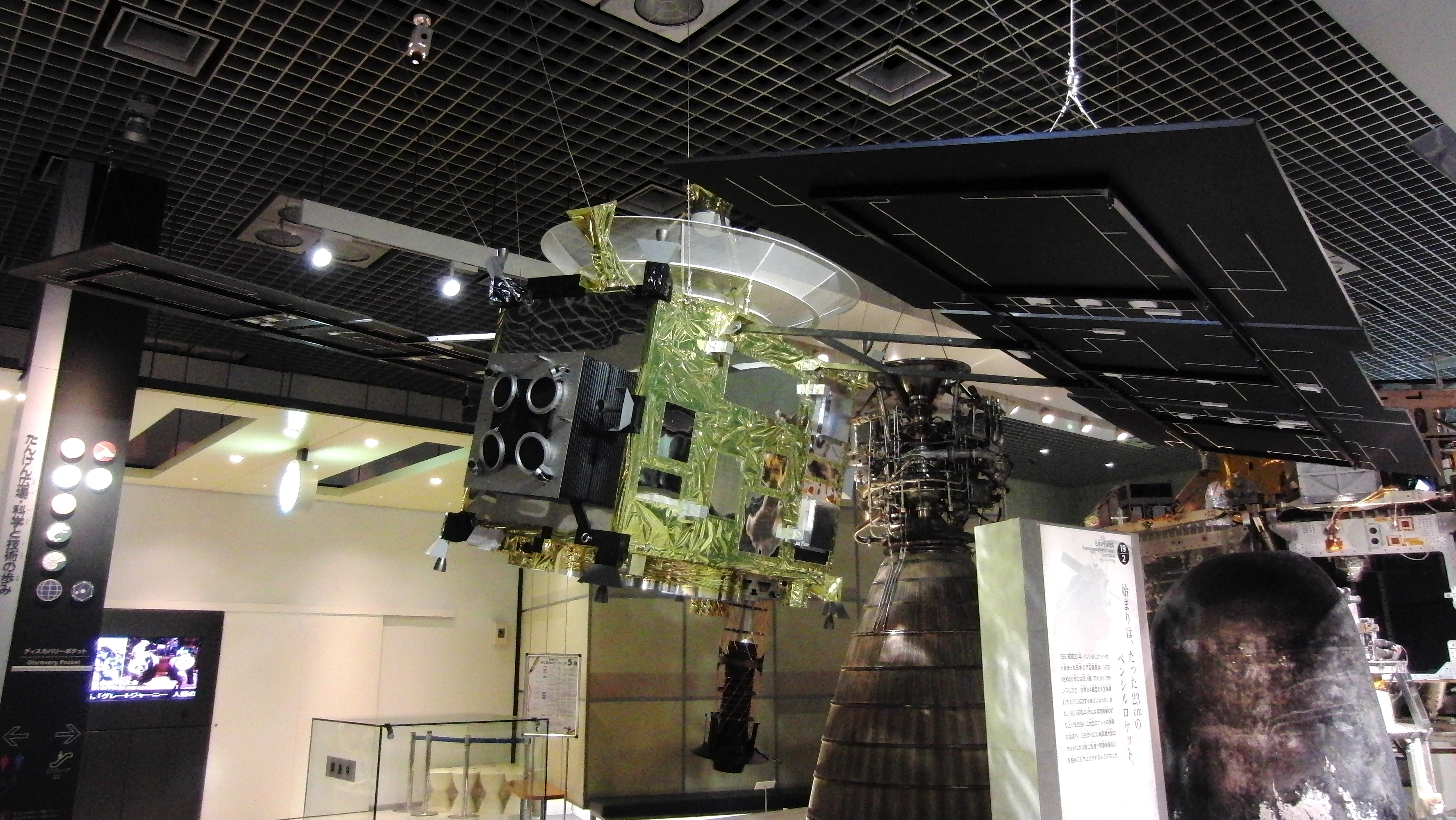
映画『はやぶさ 遥かなる帰還』の撮影用に製作されたはやぶさの実物大模型。国立科学博物館に寄贈され展示されている。

- 『はやぶさ HAYABUSA BACK TO THE EARTH』：監督は上坂浩光。2009年4月1日に公開された。元々は日本全国のプラネタリウムでのみ上映された作品だったが、角川フィルムインク配給で2011年5月14日より日本全国の映画館で公開。全編CG製作。
  - 『劇場版HAYABUSA2〜REBORN』：シリーズ続編。初代はやぶさ視点（ナレーション）で、後継はやぶさ2帰還までを描く[187]。
- 『はやぶさ/HAYABUSA』：20世紀フォックス製作・配給で2011年10月1日に日本公開された。2012年3月にアメリカ合衆国主要10都市で公開予定[188]。監督は堤幸彦、主演は竹内結子。
- 『はやぶさ 遥かなる帰還』：東映製作で2012年2月11日に日本公開。監督は瀧本智行、主演は渡辺謙。
- 『おかえり、はやぶさ』：松竹配給・製作で2012年3月10日に日本公開された3D実写映画。監督は本木克英、脚本は金子ありさ。主演は藤原竜也。音楽は冨田勲。

#### アニメ
- 『はやぶさの奇跡』：『フジテレビ夢スペシャル「タモリ×SMAP僕らは未来を信じよう!〜宇宙への挑戦と奇跡の物語〜」』内作品。アニメと実際の映像が混在している。2011年4月3日放送。監修・キャラクターデザインは松本零士。ナレーションは草彅剛。制作は東映アニメーション。

#### 小説
- 『小惑星探査機 はやぶさの大冒険』：『はやぶさ 遥かなる帰還』の原作となった山根一眞による著作。2010年7月29日、マガジンハウス出版（ISBN 978-4838721030）。
- 『「はやぶさ」がとどけたタイムカプセル～7年、60億キロの旅～』は、JAXA名誉教授的川泰宣氏監修による子供向けノンフィクション作品。著者は山下美樹。201１年10月、文溪堂より刊行。（ISNB978-4-89423-726-1）。

#### 漫画
- 『探査機はやぶささん』：オレンジゼリー著、細田聡史（JAXA）監修の探査機を萌え擬人化した漫画作品。2012年2月10日、エンターブレイン出版（ISBN 978-4047277656）。
- 『小惑星に挑む』 ：あさりよしとお著、探査機のメカニズムと地球と小惑星間での往復道程を解説した漫画作品。2013年9月4日、白泉社出版（ISBN 978-4-592-71058-5）

#### 演劇
- 『はやぶさものがたり〜宙（そら）翔けた軌跡〜』：作・演出は梅本雅之（2015年9月現在、大阪府立桃谷高等学校演劇部顧問）。上坂浩光監督『はやぶさ HAYABUSA BACK TO THE EARTH』を原作に、探査機やエンジンなどを擬人化した時代劇仕立ての演劇作品。2012年8月、当時梅本が顧問をしていた大阪府立鳳高等学校演劇部により初演。以後、大阪府下演劇部合同劇団はやぶさ座により上演が続けられている。大阪のほか、2014年には東京都調布市で、2015年には東京都調布市と神奈川県相模原市で上演された[189]。

#### 音楽
- 『Lullaby of Muses』：甲斐恵美子作曲、演奏、2002年11月1日、Lyra Records（レーベルのプロデューサーは尾久土正己）よりリリース[190]。2001年、MUSES-C理学チームの矢野創から尾久土にMUSES-Cのテーマ曲の依頼があり制作が始まった。打ち上げ前から地球帰還までを11曲の組曲で表現した。2005年1月には、このアルバムを使ったプラネタリウム番組『ボクノチイサナオホシサマ』があすたむらんど徳島で公開された[191]。2007年4月には、この音源を元にした音楽ビデオ「祈り」をJAXAが発表[192]。2008年5月14日、ドイツ・ハンブルグで開催されたWorld Media Festivalで銀賞を受賞した[193]。2010年6月13日の和歌山大学チームによる中継映像にはメンバーのスマホから流れていた本アルバムの地球帰還の曲『Back to my arms』がBGM的に入ってしまっている[194]。
- 『はやぶさ ~The Great Journey: 奇跡の帰還~』- T-SQUAREが2011年(帰還翌年)に発売したアルバム「Nine Stories」の2曲めに収録されている。探査機はやぶさをイメージした曲。

### フィクションへの影響
- 2007年に発行された野尻抱介のライトノベル『ロケットガール』4巻に小惑星探査機「はちどり」が登場した。再突入カプセルの蓋を閉められないまま帰還して来る探査機を回収するミッションに主人公達が挑む。当初は「はやぶさ」の名をそのまま用いる予定だったが、はやぶさがバッテリー再充電とカプセル蓋閉め運用に成功したため、「小説が現実に追い付かない」とモデルにするに留めた。なお前述のように、著者である野尻ははやぶさの大気圏再突入の際、ニコニコ生放送現地中継に参加している[195]。
- 2009年に公開されたアニメ映画『サマーウォーズ』に小惑星探査機「あらわし」が登場。はやぶさをモデルにしている（角川文庫版の解説より）とされるが、自力で地球周回軌道に乗ってから再突入するというはやぶさでは不可能な描写がある他、試料カプセルがミサイルの様な形状になっている。「はちどり」「あらわし」とも、探査対象の小惑星は「マトガワ」である。
- はやぶさ帰還の1週間前に発売された週刊少年ジャンプの『こちら葛飾区亀有公園前派出所』にははやぶさをモデルとした「青羽」という無人探査機の物語が掲載された（単行本第175巻収録）。因みに、この話で探査機は地球へ帰還するが、最終的にカプセルは大気圏で溶けてしまっている。
- はやぶさプロジェクトが大きな話題となっていた2010年秋に放送されたTBSのテレビドラマ『SPEC〜警視庁公安部公安第五課 未詳事件特別対策係事件簿〜』の最終回に登場した。劇中で主人公の1人である当麻紗綾の亡き父が、生前「はやぶさ」の開発に携わっていたというエピソードが語られた。演出の堤幸彦は上述の映画『はやぶさ/HAYABUSA』の監督でもある。
- 2011 - 2012年放送の特撮テレビドラマ『仮面ライダーフォーゼ』では、主人公の幼馴染で宇宙オタク少女の城島ユウキが、「はやぶさ」（実名のまま）のかぶり物を着て自作の「がんばれ、はやぶさくん」という歌を歌って踊ったり、「はやぶさ」をモデルとしたパペット人形を持ち歩いたりなど、「はやぶさ」関連のものが度々登場する（ただし、これ以外にも宇宙関連のものが数多く登場し、「はやぶさ」はそのうちの1つである）。
- コナミデジタルエンタテインメントの音楽ゲーム『pop'n music』に登場するキャラクターであるパラボー（PARABO）は、「はやぶさ」がモチーフ。また、誕生日である6月13日も帰還日に由来する。

## 「はやぶさ」に由来する命名
- 国際天文学連合は、2017年9月に冥王星のスプートニク平原の近くの地名をNASAの提案を受けて「Hayabusa Terra （ハヤブサ大陸）」と命名した[196]。
- 鹿児島県立楠隼中学校・高等学校 - 内之浦宇宙空間観測所が所在する鹿児島県肝付町にある学校。なお、「楠」は鹿児島県の県木、かつ肝付町の町木であるクスノキに由来する。
- はやぶさ (小惑星)

## 書籍

### 関連書籍
- 『恐るべき旅路 火星探査機「のぞみ」のたどった12年』（著者:松浦晋也）（2005年5月30日、朝日ソノラマ）ISBN 9784257037002
  - 『恐るべき旅路 火星探査機「のぞみ」のたどった12年 新版』（著者:松浦晋也）（2007年10月1日、朝日新聞出版）。ISBN 978-4-02-213809-5
  - 『恐るべき旅路 火星探査機「のぞみ」のたどった12年』（著者:松浦晋也）（2014年1月1日、朝日新聞出版）ISBN 9784835450261
- 『はやぶさ 不死身の探査機と宇宙研の物語』（著者:吉田武）（2006年11月29日、幻冬舎 幻冬舎新書）ISBN 4-344-98015-8
- 『現代萌衛星図鑑』（著者:しきしまふげん、漫画:へかとん、監修:松浦晋也）（2009年7月7日、三才ブックス）ISBN 978-4-86199-206-3
- 『小惑星探査機はやぶさの大冒険』（著者:山根一眞）（2010年7月29日、マガジンハウス）ISBN 978-4-8387-2103-0
  - 『小惑星探査機はやぶさの大冒険』（著者:山根一眞）（2014年10月1日、講談社+α文庫）ISBN 9784062815703
- 『Newton別冊 探査機はやぶさ7年の全軌跡 世界初の快挙を成し遂げた研究者たちのドラマ』（2010年8月10日、ニュートンプレス）ISBN 978-4-315-51885-6
- 『小惑星探査機「はやぶさ」の奇跡 挑戦と復活の2592日』（著者:的川泰宣）（2010年9月20日、PHP研究所）ISBN 978-4-569-79234-7
- 『小惑星探査機「はやぶさ」宇宙の旅』（著者:佐藤真澄、監修:渡辺勝巳）（2010年10月1日、汐文社）ISBN 9784811387321
- 『小惑星探査機はやぶさ物語』（著者:的川泰宣）（2010年10月8日、日本放送出版協会 生活人新書）ISBN 9784140883303
- 『はやぶさ、そうまでして君は 生みの親がはじめて明かすプロジェクト秘話』（著者:川口淳一郎）（2010年12月10日、宝島社）ISBN 4-796-67891-3
- 『カラー版 小惑星探査機はやぶさ 「玉手箱」は開かれた』（著者:川口淳一郎）（2010年12月20日、中央公論新社 中公新書）ISBN 978-4121020895
- 『はやぶさLOVE講座』（編者:COMICリュウ編集部）（2010年12月20日、徳間書店 Roman album）ISBN 978-4-19-720321-5
- 『帰ってきた「はやぶさ」 小惑星探査機7年60億キロの旅』（作:今泉耕介、画:ハイロン）（2010年12月24日、ハート出版）ISBN 9784892956775
- 『小惑星探査機「はやぶさ」の超技術 プロジェクト立ち上げから帰還までの全記録』（監修:川口淳一郎、編集:「はやぶさ」プロジェクトチーム）（2011年3月20日、講談社 ブルーバックス）ISBN 978-4-06-257722-9
- 『飛べ！「はやぶさ」 小惑星探査機60億キロ奇跡の大冒険』（文:松浦晋也）（2011年4月21日、学研教育出版）ISBN 9784052033803
- 『小惑星探査機はやぶさくんの冒険』（原作:小野瀬直美 奥平恭子、シナリオ:黒沢翔、漫画:柊ゆたか）（2011年6月24日、集英社 学習漫画サイエンス）ISBN 9784082880927
- 『はやぶさものがたり』（文:今井なぎさ、絵:すがのやすのり）（2011年7月12日、コスモピア）ISBN 9784864540025
- 『「はやぶさ」がとどけたタイムカプセル 7年、60億キロの旅』（文:山下美樹、監修:的川泰宣）（2011年9月28日、文溪堂）ISBN 9784894237261
- 『はやぶさ/HAYABUSA』（著者:鷹見一幸、絵:かしわ）（2011年9月30日、角川書店）ISBN 9784046311887
- 『人工衛星図鑑 はやぶさへの道のり』（著者:武部俊一）（2011年11月4日、朝日新聞出版 朝日文庫）ISBN 9784022617125
- 『はやぶさパワースポット50』（監修:川口淳一郎、編集:はやぶさPS編集部）（2012年1月16日、三和書籍）ISBN 9784862511232
- 『はやぶさ力 川口淳一郎とチームはやぶさ39の新証言』（監修:川口淳一郎）（2012年1月26日、学研パブリッシング）ISBN 9784054052062
- 『はやぶさ 世界初を実現した日本の力 描かれざる想いと真実』（著者:川口淳一郎）（2012年2月14日、日本実業出版社）ISBN 9784534049223
- 『おじいさんのはやぶさ』（監修:川口淳一郎、作・絵:間瀬なおかた）（2012年7月17日、ベストセラーズ）ISBN 9784584134429
- 『小惑星探査機「はやぶさ」大図鑑』（監修:川口淳一郎、CGイラストレーション:池下章裕、解説:松浦晋也）（2012年8月2日、偕成社）ISBN 9784035337102
- 『探査機「はやぶさ」川口淳一郎の視点』（著者:川口淳一郎 松田修一）（2012年10月1日、東奥日報社）ISBN 9784885611285

### 雑誌
- 『ラジオライフ』（2010年8月号16-18頁・同2010年9月号16-21頁、三才ブックス）- 野尻抱介によるニコニコ生放送とカプセルのビーコン受信ルポ

### 論文・記事
- 國中均、西山和孝、清水幸夫、都木恭一郎、川口淳一郎、上杉邦憲「小惑星探査機「はやぶさ」搭載マイクロ波放電式イオンエンジンの初期運用」『日本航空宇宙学会論文集』第52巻第602号、日本航空宇宙学会、2004年3月5日、129 - 134頁、doi:10.2322/jjsass.52.129、ISSN 1344-6460、NAID 10012680638。
- 國中均「「はやぶさ」小惑星探査機に搭載されたマイクロ波放電式イオンエンジン」『プラズマ・核融合学会誌』第82巻第5号、プラズマ・核融合学会、2006年5月25日、300 - 305頁、ISSN 0918-7928、NAID 110006282066。
- 山田哲哉、安部隆士「「はやぶさ」カプセルの地球大気再突入時におけるプラズマ現象とその周辺」（PDF）『プラズマ・核融合学会誌』第82巻第6号、プラズマ・核融合学会、2006年6月25日、368 - 374頁、NAID 110006282076。
- 藤村彰夫、安部正真「はやぶさサンプルコンテナのキュレーション」（PDF）『日本惑星科学会誌』第19巻第3号、日本惑星科学会、2010年9月25日、211 - 213頁、ISSN 0918-273X、NAID 110007730784。
- 川口淳一郎「宇宙工学 「はやぶさ」60億キロの旅」『日経サイエンス』第40巻第9号、日経サイエンス、2010年9月、35頁、ISSN 0917-009X、NAID 40017235631。
- 矢田達、安部正真、岡田達明、中村智樹、野口高明、岡崎隆司、石橋之宏、白井慶 ほか「探査機「はやぶさ」が持ち帰った小惑星イトカワ粒子の初期記載について」（PDF）『日本惑星科学会誌』第22巻第2号、日本惑星科学会、2013年6月25日、68-77頁、ISSN 0918-273X、NAID 110009612580。

## DVD
- 『NHKDVD 小惑星探査機“はやぶさ"の軌跡』（2010年12月22日、日本コロムビア）JAN	4988001423300

## テレビ番組
- 追跡!AtoZ 「“はやぶさ”快挙はなぜ実現したか」（2010年8月28日、NHK）[197]
- 日経スペシャル カンブリア宮殿 挑み続けた2592日...感動のドラマの裏側 「あきらめなければ未来は拓ける！」（2011年3月24日、テレビ東京）[198]
- 新プロジェクトX〜挑戦者たち〜 小惑星探査機はやぶさ 奇跡の地球帰還（2024年9月21日、NHK総合）[199]